# Janz Team Music
Janz Team Music war ein christliches Musiklabel.
Als musikalischer Arbeitszweig des Missionswerkes Janz Team veröffentlichte das Plattenlabel christliche Musik in diversen Stilrichtungen vom Choral bis zur christlichen Popmusik. Auf die Entwicklung Letzterer nahm das Label außerdem durch seine langjährige Beschäftigung des kanadischen Musikproduzenten Danny Plett und dessen Neuentdeckungen Yasmina Hunzinger und Anja Lehmann entscheidenden Einfluss. Zu weiteren bekannten Interpreten des Labels zählen Künstler wie Michael Janz, Gerd Henneböhle und Hildor Janz sowie Formationen wie One Accord, Paul & Diana Hofrichter und Bob & DeEtta Janz.

## Diskografie

### Veröffentlichungen bis 1995
Folgende Veröffentlichungen erschienen im anfangs labelcodelosen Plattenlabel Janz Team, zunächst unter dem Slogan „Einmal gehört, nie vergessen“, später dann „Gern gehört“. Zu Veröffentlichungen aus dem vorangegangenen Musiklabel des Janz Teams siehe Lieder des Lebens.
| Präfix | Präfix | Präfix | Nr. | Postfix | Postfix | Titel | Mitwirkende | Jahr     | Anmerkungen |
| LP | MC     | CD | Nr. | MC      | CD      | Titel | Mitwirkende | Jahr     | Anmerkungen |
| --- | ------ | --- | --- | ------- | ------- | --- | --- | -------- | --- |
| 10 | 510    | | 10  | 2       |         | Janz Team in Lied und Wort | 1 Hildor Janz 2 Danny & Paul Janz 3 Janz Team Singers 4 Janz Team Ambassadors 5 Janz-Quartett 6 Janz-Team-Feldzugschor Leo Janz (Sprecher) | 1973 (?) | Katalognummer der MC enthält irreguläres Präfix: CJ |
| 10 | 510    | [1] Verpass nicht die Gelegenheit1 • [2] Herrlichkeit2 • [3] Einsam3 • [4] Warum ist die Angst4 • [5] Jesu Name (Jesu Name nie verklinget)5 • [6] Hast du die Antwort schon4 • [7] This Man3 • [8] Entscheide dich2 • [9] Überwunden hat der Herr1;6 • [10] Gott ruft dich (Botschaft von Leo Janz) • [11] So wie ich bin [Album Version 2]1;6 | 10  | 2       |         | | 1 Hildor Janz 2 Danny & Paul Janz 3 Janz Team Singers 4 Janz Team Ambassadors 5 Janz-Quartett 6 Janz-Team-Feldzugschor Leo Janz (Sprecher) | 1973 (?) | Katalognummer der MC enthält irreguläres Präfix: CJ |
| |        | |     |         |         | | |          | |
| 10 | 510    | | 13  | 2       |         | Wunschlieder 1* | Hildor Janz Jack Stenekes Janz-Team-Feldzugschor Janz-Quartett Christussänger | 1975     | * Schreibweise: „Wunschlieder Nr. 1“ |
| 10 | 510    | Du großer Gott, wenn ich die Welt betrachte (Wie groß bist du) (Hildor Janz; Janz-Team-Feldzugschor) • Ich hab einen herrlichen König (Hildor Janz) • Wenn nach der Erde Leid, Arbeit und Pein (Janz-Team-Feldzugschor mit Publikum des Feldzugs für Christus Essen) • Es gibt eine Heimat im himmlischen Licht (Ich werde kein Fremdling dort sein) (Janz-Quartett) • Sei nicht verzagt, was auch geschieht (Gott wird behüten dich) (Hildor Janz; Jack Stenekes) • Lobe den Herren, den mächtigen König der Ehren (Hildor Janz; Christussänger) • Das alt raue Kreuz (Dort auf Golgatha stand) (Hildor Janz; Jack Stenekes) • Gott wird dich tragen (Jack Stenekes) • Von meinem Jesu will ich singen (Hildor Janz; Janz-Team-Feldzugschor) • Du bist des Lebens wahre Quelle (Hildor Janz) | 13  | 2       |         | | Hildor Janz Jack Stenekes Janz-Team-Feldzugschor Janz-Quartett Christussänger | 1975     | * Schreibweise: „Wunschlieder Nr. 1“ |
| 10 | 510    | | 14  | 2       |         | Wunschlieder 2* | 1 Jack Stenekes 2 Wolfgang Lüdecke 3 Männerquartett: • Bob Janz • Jack Stenekes • Leo Janz • Cornie Enns 4 Janz-Team-Studiochor** unter der Leitung von DeEtta Janz                                                                             | 1978     | * Originaltitelschreibweise: „Wunschlieder Nr. 2“; ** Bezeichnung bei Erstveröffentlichung: „Janz Team Mitarbeiterchor“ |
| 10 | 510    | Herr, weil mich festhält1; 4 • Nur mit Jesu will ich Pilger wandern • Seine Güte und Gnade (Ohne Weg, ohne Licht, ohne Hilfe) • Auferstehn (An dem Auferstehungsmorgen)3 • Komm zu dem Heiland • Der Herr, mein Hirte1 • Die Güte Gottes preisen • Mächtige Ströme des Segens1; 2 • Näher, mein Gott, zu dir • Auf dem Lamm ruht meine Seele • Gehe nicht vorbei, o Heiland • Auf Adlers Flügeln getragen1; 4 | 14  | 2       |         | | 1 Jack Stenekes 2 Wolfgang Lüdecke 3 Männerquartett: • Bob Janz • Jack Stenekes • Leo Janz • Cornie Enns 4 Janz-Team-Studiochor** unter der Leitung von DeEtta Janz                                                                             | 1978     | * Originaltitelschreibweise: „Wunschlieder Nr. 2“; ** Bezeichnung bei Erstveröffentlichung: „Janz Team Mitarbeiterchor“ |
| 10 | 510    | | 15  | 2       |         | Aus Dankbarkeit Ein Musical von Jack Stenekes* | Jack Stenekes Wolfgang Lüdecke Heidi Lüdecke Leo Janz Lydia Janz Del Huff Peter Dueck Bob Janz DeEtta Janz Edda Braun Johannes-Nitsch-Studiochor** Janz-Team-Studiochor** --- Sprecher: Wolfgang Lüdecke Leo Janz weitere Janz-Team-Mitarbeiter | 1979     | * Vollständiger Untertitel: „Ein Musical von Jack Stenekes; Bearbeiter: Nils Kjellström; Chöre, Solisten, Duette, Trio, Moderator“; ** Bezeichnung bei Erstveröffentlichung: „Studiochor: Leitung Johannes Nitsch“; *** Bezeichnung bei Erstveröffentlichung: „Janz Team Mitarbeiterchor“ |
| 10 | 510    | Lasst uns gemeinsam ihn loben (Chor) • Schriftlesung • Gebet und Text • Der Herr sei gelobt (Solo und Chor) • Schriftlesung • Alle Völker, lobt ihn (Männerchor) • Text • Herr, vergib mir die Undankbarkeit (Solo und Chor) • Deine Liebe kann ich nie bezahlen (Duett) • Text • Gib Gott die Ehre (Chor) • Dank dem Herrn allezeit (Duett) • Text • Danke, Jesus (Trio) • Text • Gott war so gut (Duett) • Text • Ich danke dir (Solo und Chor) • Text • O Gott, dir sei Ehre (Chor) • Gebet • Lasst uns gemeinsam ihn loben / Gib Gott die Ehre (Chor) | 15  | 2       |         | | Jack Stenekes Wolfgang Lüdecke Heidi Lüdecke Leo Janz Lydia Janz Del Huff Peter Dueck Bob Janz DeEtta Janz Edda Braun Johannes-Nitsch-Studiochor** Janz-Team-Studiochor** --- Sprecher: Wolfgang Lüdecke Leo Janz weitere Janz-Team-Mitarbeiter | 1979     | * Vollständiger Untertitel: „Ein Musical von Jack Stenekes; Bearbeiter: Nils Kjellström; Chöre, Solisten, Duette, Trio, Moderator“; ** Bezeichnung bei Erstveröffentlichung: „Studiochor: Leitung Johannes Nitsch“; *** Bezeichnung bei Erstveröffentlichung: „Janz Team Mitarbeiterchor“ |
| 10 | 510    | | 16  | 2       |         | Wunschlieder 3* | DeEtta Janz (Konzeptleitung) 1 Jack Stenekes 2 Janz-Team-Männer 3 Janz-Team-Studiochor und Chor der Evangelisch-Freikirchlichen Gemeinde Gundelfingen unter der Leitung von DeEtta Janz                                                         | 1980     | * Schreibweise: „Wunschlieder Nr. 3“ |
| 10 | 510    | Wenn morgens in den Tag ich geh3 • Ein neues Lied2 • Stunde um Stunde1; 3 • Hast du Jesu Ruf vernommen2 • Fürchte dich nicht, denn du bist mein3 • Nimm du mich ganz hin6 • Nun gehören unsre Herzen7 • Bleibend ist deine Treu2 • Potpourri: Ehre, Ehre sei dem Lamme / Das Blut des Lammes reinigt uns / Jesus gab mir das Leben / Lob, Preis und Anbetung / Überwunden durch das Blut / Gestern, heute und für immer3 • In der stillen Nächte Stunden2 • Ich brauch dich allezeit1 • O sieh dort am Kreuze3 | 16  | 2       |         | | DeEtta Janz (Konzeptleitung) 1 Jack Stenekes 2 Janz-Team-Männer 3 Janz-Team-Studiochor und Chor der Evangelisch-Freikirchlichen Gemeinde Gundelfingen unter der Leitung von DeEtta Janz                                                         | 1980     | * Schreibweise: „Wunschlieder Nr. 3“ |
| 10 | 510    | | 17  | 2       |         | Wunschlieder 4* | DeEtta Janz (Konzeptleitung) 1 Wolfgang Lüdecke 2 Paul & Diana 3 Janz Team Ambassadors 4 Janz-Team-Doppelquartett 5 Janz-Team-Studiochor und Allianzchor Lörrach unter der Leitung von DeEtta Janz                                              | 198?     | * Schreibweise: „Wunschlieder Nr. 4“ |
| 10 | 510    | Es klingt ein Lied • Herr, wir wissen, dass du lebst • Jesus Christus kennt dich • Fürchte dich nicht länger • Jesus, Gottes Sohn • Vater, ich will dich preisen • Ein jeder trage die Last des andern • Wie Gott es haben will • Alles hat er mir erlassen • Seit ich ging, um dich zu suchen • Herr, es ist wahr • Gottes Volk darf nie ermüden | 17  | 2       |         | | DeEtta Janz (Konzeptleitung) 1 Wolfgang Lüdecke 2 Paul & Diana 3 Janz Team Ambassadors 4 Janz-Team-Doppelquartett 5 Janz-Team-Studiochor und Allianzchor Lörrach unter der Leitung von DeEtta Janz                                              | 198?     | * Schreibweise: „Wunschlieder Nr. 4“ |
| 10 | 510    | | 18  | 2       |         | Wunschlieder 5* | DeEtta Janz (Konzeptleitung) 1 Wolfgang Lüdecke 2 Paul & Diana 3 Janz-Team-Männer 4 Janz-Team-Studiochor unter der Leitung von DeEtta Janz | 1981     | * Schreibweise: „Wunschlieder Nr. 5“ |
| 10 | 510    | Wie ein Strom von oben4 • Neunundneunzig der Schafe1 • Heiland, führe du dein Kind2 • Herr, bleib bei mir4 • Wie groß sind deine Wunder3 • So nimm denn meine Hände4 • O hätt ich tausend Zungen nur4 • Mache mich stille1 • Welch ein Freund ist unser Jesus4 • Wohin Gott mich führet2 • Jesus lebet, Jesus siegt4 • Nimm mein Leben1; 4 | 18  | 2       |         | | DeEtta Janz (Konzeptleitung) 1 Wolfgang Lüdecke 2 Paul & Diana 3 Janz-Team-Männer 4 Janz-Team-Studiochor unter der Leitung von DeEtta Janz | 1981     | * Schreibweise: „Wunschlieder Nr. 5“ |
| 10 | 510    | | 19  | 2       |         | Wunschlieder 6* | DeEtta Janz (Konzeptleitung) 1 Wolfgang Lüdecke 2 Heinrich Reisich 3 Paul & Diana 4 Bob & DeEtta Janz 5 Janz-Team-Männer 6 Janz-Team-Studiochor unter der Leitung von DeEtta Janz                                                               | 198?     | * Schreibweise: „Wunschlieder Nr. 6“ |
| 10 | 510    | Seliges Wissen, Jesus ist mein • Lass Jesus ins Herz dir einziehn • Lehre mich glauben, Herr • Ich will folgen, Jesus, dir von Tag zu Tag5 • Lass du mich stille werden • Sag nicht nein1; 6 • Gottes heilige Wahrheit • Das Rettungsseil • Überall brauch ich den Heiland • Wunder der Gnade Jesu1; 6 • O Jesu, ich wär so gern heilig und rein • Die Himmel erzählen die Ehre Gottes6 | 19  | 2       |         | | DeEtta Janz (Konzeptleitung) 1 Wolfgang Lüdecke 2 Heinrich Reisich 3 Paul & Diana 4 Bob & DeEtta Janz 5 Janz-Team-Männer 6 Janz-Team-Studiochor unter der Leitung von DeEtta Janz                                                               | 198?     | * Schreibweise: „Wunschlieder Nr. 6“ |
| |        | 610 | 20  |         | 3       | Die schönsten Wunschlieder | Various | 1993 (?) | Kompilationsalbum aus Zweitverwertungstiteln vorangegangener Veröffentlichungen |
| [1] Wenn morgens in den Tag [aus LP-Nr. 1016] • [2] Bleibend ist deine Treu [aus LP-Nr. 1016] • [3] Wunder der Gnade Jesu [aus LP-Nr. 1019] • [4] Mächtige Ströme des Segens [aus LP-Nr. 1014] • [5] Welch ein Freund ist unser Jesus [aus LP-Nr. 1018] • [6] Jesus lebet, Jesus siegt [aus LP-Nr. 1018] • [7] Nimm mein Leben [aus LP-Nr. 1018] • [8] Herr, weil mich festhält [aus LP-Nr. 1014] • [9] Das alt raue Kreuz [aus LP-Nr. 1013] • [10] Die Güte Gottes preisen [aus LP-Nr. 1014] • [11] Auf Adlers Flügeln getragen [aus LP-Nr. 1014] • [12] Auferstehn [aus LP-Nr. 1014] • [13] Die Himmel erzählen [aus LP-Nr. 1019] • [14] Wie groß bist du [aus LP-Nr. 1013] • [15] Ich will folgen, Jesus, dir von Tag zu Tag [aus LP-Nr. 1019] • [16] Sag nicht nein [LP 1019] |        | 610 | 20  |         | 3       | | Various | 1993 (?) | Kompilationsalbum aus Zweitverwertungstiteln vorangegangener Veröffentlichungen |
| |        | |     |         |         | | |          | |
| 10 | 510    | | 40  | 2       |         | Galatia Ein Musical von Paul Hofrichter über den Galaterbrief | Paul & Diana Wolfgang Lüdecke Janz-Team-Studiochor | 199?     | |
| |        | 610 | 41  |         | 3       | Wendepunkt 91 Ein Pop-Oratorium | Paul Hofrichter Edwin Donnabauer Janz-Team-Studiochor | 199?     | |
| |        | |     |         |         | | |          | |
| 10 | 510    | 610 | 50  | 2       | 3       | Anbetung | Del Huff (Konzeptleitung) 1 Diana Hofrichter 2 Paul Hofrichter 3 Cae Gauntt 4 Wolfgang Lüdecke Janz-Team-Studiochor unter der Leitung von Del Huff (?)                                                                                          | 1986     | |
| 10 | 510    | 610 | 50  | 2       | 3       | [1] Herrlichkeit • [2] Potpourri: Die Güte des Herrn1 / Ich lieb dich, Herr • [3] Du bist mein Gott2 • [4] Rufen will ich zu dem Herrn • [5] Zieh mich hin zu dir3 • [6] Preist den Herrn in der Höhe • [7] Herr, du bist mein Fels4 • [8] Potpourri: Preist den Namen Jesus1 / Kommt, lobt den Herrn • [9] Potpourri: Der Herr, dein Gott / Singt unserm Herrn2 / Ich will einziehn in sein Tor • [10] Potpourri: Heilig ist der Herr / Dir, König Jesus | Del Huff (Konzeptleitung) 1 Diana Hofrichter 2 Paul Hofrichter 3 Cae Gauntt 4 Wolfgang Lüdecke Janz-Team-Studiochor unter der Leitung von Del Huff (?)                                                                                          | 1986     | |
| | 510    | 610 | 51  | 2       | 3       | Anbetung 2 Lobpreis und Freude | DeEtta Janz (Konzeptleitung) 1 Angela Görtzen 2 Rachel Plett 3 Wolfgang Lüdecke 4 Janz-Team-Studiochor unter der Leitung von DeEtta Janz | 1989     | |
| Medley: Dich nur will ich preisen / Du, Herr, bist siegesreich • Sei du in uns verherrlicht • Unser Herr ist gütig und gnädig • Medley: Du bist der Ehrenkönig / Lasst uns singen3; 4 • Wie ein Hirsch3; 4 • Celebrate (Instrumental) • Gott stehet auf • Jesus gab ein neues Lied • Medley: Dir zu Füßen, Herr / Du bist der Weinstock • Memorium (Instrumental) • Preis den Herrn, meine Seele • Medley: In ihm leben wir / Er lebt • Hör meinen Ruf, o Gott • Greater Is He (Instrumental) • Medley: Christus lebt in mir / Jesus ist mein Retter | 510    | 610 | 51  | 2       | 3       | | DeEtta Janz (Konzeptleitung) 1 Angela Görtzen 2 Rachel Plett 3 Wolfgang Lüdecke 4 Janz-Team-Studiochor unter der Leitung von DeEtta Janz | 1989     | |
| | 510    | 610 | 52  | 2       | 3       | Anbetung 3 | Pau Hofrichter (Konzeptleitung) 1 Diana Hofrichter 2 Ruthild Wilson 3 Paul Hofrichter 4 Danny Plett 5 Janz-Team-Studiochor unter der Leitung von Paul Hofrichter                                                                                | 1993     | |
| [1] Medley: Friedefürst / Schönster Herr Jesus5 • [2] Medley: Vater, ich lieb dich / Du großer Gott3; 5 • [3] Dich bet ich an1; 5 • [4] Medley: Nur vom Hörensagen / Gib uns Liebe2; 5 • [5] Wer ist würdig5 • [6] Ewiger Gott5 • [7] Heilig, heilig5 • [8] Die Reinheit deiner Heiligkeit4; 5 • [9] Medley: Herr, du bist groß / Meine Seele erhebet den Herrn3; 5 • [10] Kommt, singt unserm Herrn5 • [11] Herr, du bist hier5 | 510    | 610 | 52  | 2       | 3       | | Pau Hofrichter (Konzeptleitung) 1 Diana Hofrichter 2 Ruthild Wilson 3 Paul Hofrichter 4 Danny Plett 5 Janz-Team-Studiochor unter der Leitung von Paul Hofrichter                                                                                | 1993     | |

| Präfix | Präfix | Präfix | Nr. | Postfix | Postfix | Titel             | Mitwirkende        | Jahr | Anmerkungen |
| LP | MC | CD | Nr. | MC      | CD      | Titel             | Mitwirkende        | Jahr | Anmerkungen |
| --- | --- | --- | --- | ------- | ------- | ----------------- | ------------------ | ---- | --- |
| 20 | 520 | | 10  | 2       |         | Sing das Lied     | Danny & Paul       | 197? | Danny & Paul: Daniel Janz; Paul Janz |
| 20 | 520 | Er ist alles für mich • Sag doch ja • Ja, ich weiß • I’ve Got Confidence • Vor Gott sind alle gleich • Wenn du Jesus kennst • Sing das Lied • Endlich frei gemacht • Reflektion • Es kehrt die Freude ein • I Don’t Know Why • Herr, du bist da                                                       | 10  | 2       |         |                   | Danny & Paul       | 197? | Danny & Paul: Daniel Janz; Paul Janz |
| | | |     |         |         |                   |                    |      | |
| 20 | | | 12  |         |         | Salvation Song    | Danny, Paul, Wayne | 197? | Neuauflage als CD erschienen 2004 im nachfolgenden Label Janz Team Music unter Katalognummer 556.642 innerhalb Reihe Janz-Team-Klassiker Danny, Paul, Wayne: Daniel Janz; Paul Janz; Wayne Quiring |
| 20 | Wer zeigt mir den Weg • Alleine schaff ich’s nicht • Du bist mein • He’s Always There • Kann jemand helfen / Jesus liebt mich • Salvation Song • Ein Tag geht zu Ende • Ein guter Freund • Du bist schlau • Day By Day | | 12  |         |         |                   | Danny, Paul, Wayne | 197? | Neuauflage als CD erschienen 2004 im nachfolgenden Label Janz Team Music unter Katalognummer 556.642 innerhalb Reihe Janz-Team-Klassiker Danny, Paul, Wayne: Daniel Janz; Paul Janz; Wayne Quiring |
| | | |     |         |         |                   |                    |      | |
| 20 | 520 | | 14  | 2       |         | Paul & Diana      | Paul & Diana       | 1981 | Neuauflage als CD erschienen 2004 im nachfolgenden Label Janz Team Music unter Katalognummer 556.641 innerhalb Reihe Janz-Team-Klassiker Paul & Diana: Diana Hofrichter; Paul Hofrichter           |
| 20 | 520 | Licht ist nötig für mich • Lang ist es her • Wenn ich oft traurig bin • Großer Gott, wir loben dich • Dein Wort • I Believe In Heaven • Dort am Ziel • Liebe heißt, was uns Gott beweist • Ich liege und schlafe ganz in Frieden • Singet dem Herrn • Wie tief kann ich fallen • Sei stille dem Herrn | 14  | 2       |         |                   | Paul & Diana       | 1981 | Neuauflage als CD erschienen 2004 im nachfolgenden Label Janz Team Music unter Katalognummer 556.641 innerhalb Reihe Janz-Team-Klassiker Paul & Diana: Diana Hofrichter; Paul Hofrichter           |
| | 520 | 620 | 15  | 2       | 3       | Nimm’s persönlich | Paul & Heinrich    | 1990 | Paul & Heinrich: Paul Hofrichter; Heinrich Reisich |
| Was machst du für ein Gesicht • Er gibt uns Kraft • Gott gab seinen Sohn • It’s Gonna Be Good • Wann fällt unsre Mauer? • Wie ein Fest nach langer Trauer • I Saw The Light • Bringet Dank dem Herrn • Komm, du Hoffnung der Völker • Home Where I Belong • Die auf den Herrn sehn • Mose • Du weißt wohl | 520 | 620 | 15  | 2       | 3       |                   | Paul & Heinrich    | 1990 | Paul & Heinrich: Paul Hofrichter; Heinrich Reisich |

| Präfix | Präfix | Präfix | Nr. | Postfix | Postfix | Titel                                                | Mitwirkende | Jahr          | Anmerkungen |
| LP | MC | CD | Nr. | MC      | CD      | Titel                                                | Mitwirkende | Jahr          | Anmerkungen |
| --- | --- | --- | --- | ------- | ------- | ---------------------------------------------------- | --- | ------------- | --- |
| 30 | | | 06  |         |         | The Janz Team Sing The Great Songs Of Christmas      | 1 Hildor Janz; 2 Leo Janz; 3 Ferdinand Berg; 4 Janz-Quartett; 5 Ferd Berg Choral; Harding Braaten (Piano)                                            | 19??          | Veröffentlichung im kanadischen Label „Hymns That Live“ |
| 30 | [1] Angels From The Realms Of Glory5 • [2] Silent Night, Holy Night4 • [3] Thou Didst Leave Thy Throne1;2 • [4] Sleep Little Child Divine1 • [5] Away In A Manger1;2;3 • [6] It Came Upon The Midnight Clear5 • [7] There’s A Song In The Air1 • [8] While Shepherds Watch Their Flocks By Night1;2 • [9] O Holy Night4 • [10] When The Lord Of Love Is Born1 | | 06  |         |         |                                                      | 1 Hildor Janz; 2 Leo Janz; 3 Ferdinand Berg; 4 Janz-Quartett; 5 Ferd Berg Choral; Harding Braaten (Piano)                                            | 19??          | Veröffentlichung im kanadischen Label „Hymns That Live“ |
| | | |     |         |         |                                                      | |               | |
| 30 | | | 09  |         |         | Janz Quartet Favorites                               | Janz-Quartett | 19??          | Außereuropäische Veröffentlichung für den amerikanischen Markt; Katalognummer enthält irreguläres Präfix: JS                                                                                     |
| 30 | [1] The Old Account • [2] Do You Wonder • [3] There Is A Fountain • [4] Let Me Lose My Life And Find It Lord In Thee • [5] No One Understands Like Jesus • [6] All Hail The Power • [7] Breath Of Calvary • [8] Lord’s Prayer • [9] Jesus Revealed In Me • [10] O Cleanse My Heart • [11] Sweet Hour Of Prayer | | 09  |         |         |                                                      | Janz-Quartett | 19??          | Außereuropäische Veröffentlichung für den amerikanischen Markt; Katalognummer enthält irreguläres Präfix: JS                                                                                     |
| 30 | | | 10  |         |         | Wie groß bist du                                     | 1 Hildor Janz; 2 Hildor & Leo Janz; 3 Janz-Team-Studiochor;4Janz-Quartett;5 Janz-Team-Feldzugschor;6 Offenes Singen mit Janz-Team-Feldzugschor Essen | 19??          | Nachauflage unter neuer Katalognummer der LP-Nr. 6013; Katalognummer enthält irreguläres Präfix: JS                                                                                              |
| 30 | [1] Wie groß bist du (Du großer Gott, wenn ich die Welt betrachte) [aus Remake-Single Lieder des Lebens Nr. 907] • [2] Das alt raue Kreuz (Dort auf Golgatha stand)2 • [3] Gott wird behüten dich1; 3 • [4] Auferstehn (An dem Auferstehungsmorgen)4 • [5] Du bist des Lebens wahre Quelle [aus Single Lieder des Lebens Nr. 163] • [6] Von meinem Jesu will ich singen1; 5 • [7] Ich werde kein Fremdling dort sein (Es gibt eine Heimat im himmlischen Licht)4 • [8] Wenn nach der Erde Leid, Arbeit und Pein6 • [9] Ich hab einen herrlichen König [Remake]1 • [10] Wirf ihm das Seil zu (Das Rettungsseil) [aus Single-Remake Lieder des Lebens Nr. 145] | | 10  |         |         |                                                      | 1 Hildor Janz; 2 Hildor & Leo Janz; 3 Janz-Team-Studiochor;4Janz-Quartett;5 Janz-Team-Feldzugschor;6 Offenes Singen mit Janz-Team-Feldzugschor Essen | 19??          | Nachauflage unter neuer Katalognummer der LP-Nr. 6013; Katalognummer enthält irreguläres Präfix: JS                                                                                              |
| 30 | | | 11  |         |         | Ich gehe mit Jesus                                   | 1 Hildor Janz; 2 Leo Janz; 3 Janz-Quartett; 4 Janz-Team-Feldzugschor;5Janz-Team-Studiochor                                                           | 19??          | Außereuropäische Veröffentlichung in Kooperation mit Word Records für den amerikanischen Markt; Katalognummer enthält irreguläres Präfix: JS                                                     |
| 30 | Vorwärts, Christi Streiter3 • Jesus bringt uns wahre Freuden5 • Entscheide die Frage noch heut1; 2 • Bist du rein durch das Blut?3 • Gott ist König4 • Mit Jesu will ich Pilger wandern1; 5 • Wo eilst du hin?1; 2 • Ich gehe mit Jesus1 • Hier auf Erden bin ich ein Pilger3 • Das Vaterunser [Version 1986 (LP-Version 02)]1; 5 | | 11  |         |         |                                                      | 1 Hildor Janz; 2 Leo Janz; 3 Janz-Quartett; 4 Janz-Team-Feldzugschor;5Janz-Team-Studiochor                                                           | 19??          | Außereuropäische Veröffentlichung in Kooperation mit Word Records für den amerikanischen Markt; Katalognummer enthält irreguläres Präfix: JS                                                     |
| | | |     |         |         |                                                      | |               | |
| 30 | | | 13  |         |         | Janz Team Singers                                    | Janz Team Singers | 1971          | Katalognummer enthält irreguläres Präfix: JS; Janz Team Singers: Jack Stenekes; Ken Janz; Vern Giesbrecht; Herb Rempel                                                                           |
| 30 | Immortal, Invisible • I Want To Be There • Amazing Grace • Ten Thousand Angels • Leave Your Heavy Burden At The Cross • Psalm 19 • We Are More Than Conquerors • Bleeding Hands Of Jesus • All Glory To Jesus • A New World • I Believe In Miracles • In Tenderness He Sought Me | | 13  |         |         |                                                      | Janz Team Singers | 1971          | Katalognummer enthält irreguläres Präfix: JS; Janz Team Singers: Jack Stenekes; Ken Janz; Vern Giesbrecht; Herb Rempel                                                                           |
| 30 | | | 14  |         |         | Frieden                                              | Janz Team Singers | 1972          | MC erschienen unter Katalognummer CJ 91360 |
| 30 | Der neue Psalm 23 • Er wird kommen • Er fand mich • Joshua Fit The Battle Of Jericho • Wie, warum, wohin • Was ist Liebe • Wie groß bist du • Utopie • Frieden • He’s Got The Whole World In His Hands • Halleluja • Sag nicht nein | | 14  |         |         |                                                      | Janz Team Singers | 1972          | MC erschienen unter Katalognummer CJ 91360 |
| 30 | | | 14  |         |         | Ja, das ist wunderbar                                | Hildor Janz | 1971          | Außereuropäische Veröffentlichung der Katalognummer LP 6015 mit irregulärem Präfix: JS |
| | | |     |         |         |                                                      | |               | |
| 30 | | | 17  |         |         | Noch nicht am Ziel                                   | Janz Team Singers | 1974          | Besetzung der Janz Team Singers bei diesem Album: Jack Stenekes; Ken Janz; Vern Giesbrecht; Herb Rempel; Nils Kjellström; Internationale Parallelausgabe Along The Road, erschienen bei Image IV |
| 30 | [1] Noch nicht am Ziel • [2] I’m Gonna Keep On Singing • [3] Hilf mir • [4] Jeder Tag mit Gott • [5] Die Antwort zum Warum • [6] Du wirst dich einmal entscheiden müssen • [7] Ich wusste nicht • [8] Straße der Ewigkeit • [9] Niemand wollte ihn • [10] Ich gehe hin | | 17  |         |         |                                                      | Janz Team Singers | 1974          | Besetzung der Janz Team Singers bei diesem Album: Jack Stenekes; Ken Janz; Vern Giesbrecht; Herb Rempel; Nils Kjellström; Internationale Parallelausgabe Along The Road, erschienen bei Image IV |
| | | |     |         |         |                                                      | |               | |
| 30 | 530 | | 21  | 2       |         | Singt Halleluja                                      | Jack Stenekes | 1975          | |
| 30 | 530 | Es erglänzt uns von ferne ein Land • Jesus, du Lamm Gottes • Weil er mich so liebt • Ich bin mit Jesus gestorben • Aus Liebe, Herr • Er ist dir nah • Singt Halleluja • Komm, Jesus, leite mich • Er ist die Antwort • Sag wohin • Herr, ich will gehen • Preist den Herrn alle Welt                                                           | 21  | 2       |         |                                                      | Jack Stenekes | 1975          | |
| 30 | 530 | | 22  | 2       |         | Die Hand des Herrn                                   | 1 Jack Stenekes; 2 Janz-Team-Evangelisationschor Schwenningen unter der Leitung von Cornelius Enns                                                   | 1978          | |
| 30 | 530 | Die Hand des Herrn • Es ist niemand zu groß (Gott öffnet jedem die Tür) • Heilger Gott • Jesus Christus starb für mich • Nur der Glaube rettet • Jesus, welch ein Freude der Sünder • Wir wollen dir singen • Sie banden Jesu Hände1; 2 • Auf, Christen, stimmt ein Loblied an • Wenn Friede mit Gott1 • Ein wunderbares Heil • Der Lebensborn | 22  | 2       |         |                                                      | 1 Jack Stenekes; 2 Janz-Team-Evangelisationschor Schwenningen unter der Leitung von Cornelius Enns                                                   | 1978          | |
| 30 | 530 | | 23  | 2       |         | Zeit und Ewigkeit                                    | Jack Stenekes | 1978 1979 (?) | 2004 CD-Ersterscheinung im Label Janz Team Music unter Nr. 556.646 |
| 30 | 530 | Kinder der Zeit und Ewigkeit • Gott versteht dich • Die wahre Quelle • Aus Liebe zu Gott • Die Tage fliehen • Kehr heute zurück • Quell der Erweckung • Mein Heiland ruft mir zu • Freude im Herrn • Jesus ist Liebe • Lang wird’s nicht mehr dauern • Glaube Gott                                                                             | 23  | 2       |         |                                                      | Jack Stenekes | 1978 1979 (?) | 2004 CD-Ersterscheinung im Label Janz Team Music unter Nr. 556.646 |
| | | |     |         |         |                                                      | |               | |
| 30 | | | 25  |         |         | In Gottes Hand Jack Stenekes singt Evangeliumslieder | Jack Stenekes | 1984          | |
| 30 | Voller Sonne ist mein ganzes Herz • Potpourri: Die Lebensquelle / Dort am Kreuz / O froher Tag • Ich fand den Freund • Tag für Tag • Ich breche auf im Morgenlicht • Freudig singt von Jesu Liebe • Jeden Schritt im Licht • Tiefe Freude • Wenn Friede mit Gott • Potpourri: Wo Gemeinschaft ist / Dir, o Heiland, dir vertrau ich / Jesu Name dich geleite • In Gottes Hand • Heiland, wie ein Hirte leite uns | | 25  |         |         |                                                      | Jack Stenekes | 1984          | |
| | | |     |         |         |                                                      | |               | |
| | 530 | 630 | 30  | 2       | 3       | Different Drum                                       | Danny Plett & Liberation | 1993          | Danny Plett & Liberation: Danny Plett, Brian Delamont, Heinrich Reisich; Katalognummer später: CD 556.330, Download DL556331                                                                     |
| Man To Man • Loved Forever • Du sagst ja (Du sagst Ja) • Not In My Wildest Dreams • Heaven Knows • Adrian • Different Drum • The Greatest Of These • Ich steh zu dir • Little By Little • Portrait                                                                                     | 530 | 630 | 30  | 2       | 3       |                                                      | Danny Plett & Liberation | 1993          | Danny Plett & Liberation: Danny Plett, Brian Delamont, Heinrich Reisich; Katalognummer später: CD 556.330, Download DL556331                                                                     |
| | | 630 | 31  |         | 3       | DPL                                                  | Danny Plett & Liberation | 1994          | Katalognummer später: CD 556.331, Download DL556331 |
| I Found My Heart Again • The Great Design • Rock In The River • Get Behind The Wheel • Some Kind Of Soul • Dancing On A River Of Light • Not Ashamed • Even If You Send The Rain • Written On Your Heart • This One Thing I Know • 10.000 Dreams (Ten Thousand Dreams) (10,000 Dreams) | | 630 | 31  |         | 3       |                                                      | Danny Plett & Liberation | 1994          | Katalognummer später: CD 556.331, Download DL556331 |

| Präfix | Präfix | Präfix | Nr. | Postfix | Postfix | Titel               | Mitwirkende           | Jahr | Anmerkungen                                                                               |
| LP | MC | CD | Nr. | MC      | CD      | Titel               | Mitwirkende           | Jahr | Anmerkungen                                                                               |
| --- | --- | --- | --- | ------- | ------- | ------------------- | --------------------- | ---- | ----------------------------------------------------------------------------------------- |
| 40 | | | 10  |         |         | Das gilt mir        | Janz Team Ambassadors | 197? | Janz Team Ambassadors: DeEtta Janz; Bob Janz; Dawn Huff; Del Huff                         |
| 40 | Das gilt mir • Wohin willst du gehen • Wie Gott es haben will • Du warst nicht vorbereitet • Sing von Jesus • Du gehst den Weg • So wie ich bin • Sein Nam heißt Wunderbar • Sag doch, dass Jesus lebt • Der Gottesdienst ist aus • Siehe, der Tag • Welch ein Geschenk • Warum nicht Jesus | | 10  |         |         |                     | Janz Team Ambassadors | 197? | Janz Team Ambassadors: DeEtta Janz; Bob Janz; Dawn Huff; Del Huff                         |
| 40 | 540 | | 11  | 2       |         | Ich bin bei euch    | Janz Team Ambassadors | 1976 | Englische Parallelausgabe erschienen unter LP-Katalognummer JS 4011                       |
| 40 | 540 | Ich bin bei euch • Keiner kann von vorn beginnen • Füll den Kelch, Herr • Singe für den Herrn • Ihr Leute, stoppt das Jagen • Rock-a My Soul • The Glory Special • Ich weiß, wo ich hingeh • Kinder des Lichtes • What Ya Gonna Do • Er ist dir nah • Nimm mich, Herr | 11  | 2       |         |                     | Janz Team Ambassadors | 1976 | Englische Parallelausgabe erschienen unter LP-Katalognummer JS 4011                       |
| 40 | 540 | | 12  | 2       |         | Er ist Herr         | Janz Team Ambassadors | 1980 | Besetzung der Janz Team Ambassadors auf diesem Album: Del Huff, Peter Dueck, Bob Janz     |
| 40 | 540 | Stille du das Meer • Wer • Ja, Jesus lebt • Er ist Herr • Ein Gespräch mit Jesus • Ich bin erlöst • Alles geht einmal vorüber • Manchmal frag ich mich • Herr, hilf mir gehn • Es ist ein guter Weg • Gott ist Licht • Die Furcht des Geistes                         | 12  | 2       |         |                     | Janz Team Ambassadors | 1980 | Besetzung der Janz Team Ambassadors auf diesem Album: Del Huff, Peter Dueck, Bob Janz     |
| | | |     |         |         |                     |                       |      |                                                                                           |
| | 540 | | 20  | 2       |         | Ich will dir danken | Sela*                 | 198? | * Eigenschreibweise: SELA: Andi Büttner, Gordon Day-Janz, Rachel Plett, Lukas v. d. Steen |
| [1] Nimm mich, Herr • [2] Fresh Surrender • [3] O lass den Sohn des Höchsten wirken • [4] Soon Ah Will Be Done • [5] Ich will dir danken • [6] Depend On Me • [7] Groß ist der Herr • [8] If We Ever Needed The Lord Before • [9] Großer Gott, du bist Herr • [10] Romans 8,28 • [11] Großer-Gott-Potpourri | 540 | | 20  | 2       |         |                     | Sela*                 | 198? | * Eigenschreibweise: SELA: Andi Büttner, Gordon Day-Janz, Rachel Plett, Lukas v. d. Steen |
| | 540 | | 21  | 2       |         | Ich habe Durst      | Sela*                 | 1988 | * Eigenschreibweise: SELA: Andi Büttner, Gordon Day-Janz, Rachel Plett, Lukas v. d. Steen |
| [1] Ehre sei dem Kind • [2] Du bist immer da • [3] Ich habe Durst • [4] Praise Song • [5] Ich glaube dir • [6] You Didn’t Have To Love Me • [7] Mit vollen Segeln • [8] Surrounded • [9] Kommt zu mir • [10] Die Wahl liegt ganz bei dir                                                                    | 540 | | 21  | 2       |         |                     | Sela*                 | 1988 | * Eigenschreibweise: SELA: Andi Büttner, Gordon Day-Janz, Rachel Plett, Lukas v. d. Steen |
| | 540 | | 22  | 2       |         | Friends             | Sela*                 | 19?? | * Eigenschreibweise: SELA                                                                 |
| [1] Strahle durch mich • [2] Psalm 42 • [3] No Condemnation • [4] Er trägt auch dich • [5] Wirf es weg • [6] Sela • [7] Eines wirst du verstehen • [8] Lay Down Your Burden • [9] Freunde • [10] Jesus versagt nie                                                                                          | 540 | | 22  | 2       |         |                     | Sela*                 | 19?? | * Eigenschreibweise: SELA                                                                 |

| Präfix | Präfix | Präfix | Nr. | Postfix | Postfix | Titel                                            | Mitwirkende                                                                  | Jahr | Anmerkungen |
| LP | MC     | CD | Nr. | MC      | CD      | Titel                                            | Mitwirkende                                                                  | Jahr | Anmerkungen |
| --- | ------ | --- | --- | ------- | ------- | ------------------------------------------------ | ---------------------------------------------------------------------------- | ---- | --- |
| 50 | 550    | | 10  | 2       |         | Melodien der Freude 3                            | Orchester Nils Kjellström                                                    | 1973 | 1977 niederländische Ausgabe erschienen im Label Free (Continental Sound) unter LP-Nr. FR 3031 als Aan hem alle Glore – Instrumentaal No. 3 |
| 50 | 550    | In dir ist Freude • Betgemeinde, heilige dich • Jesu, geh voran • Wer nur den Lieben Gott lässt walten • Jesus, meine Zuversicht • Was Gott tut, das ist wohlgetan • Es ist gewsslich an der Zeit • Nun danket alle Gott • Ein Feste Burg • Herz und Herz vereint zusammen • Großer Gott, wir loben dich • Jesus nimmt die Sünder an • Warum sollt ich mich denn grämen • Wach auf, du Geist der ersten Zeugen • Jesus Christus herrscht als König • O Welt, sieh hier dein Leben | 10  | 2       |         |                                                  | Orchester Nils Kjellström                                                    | 1973 | 1977 niederländische Ausgabe erschienen im Label Free (Continental Sound) unter LP-Nr. FR 3031 als Aan hem alle Glore – Instrumentaal No. 3 |
| |        | |     |         |         |                                                  |                                                                              |      | |
| 50 | 550    | | 12  | 2       |         | Melodien der Freude 4                            | Orchester Nils Kjellström                                                    | 1974 | |
| 50 | 550    | Der Herr, mein Hirte • O, Gott dir sei Ehre • Sag, wohin • There’s A Road • Wir leben in der letzten Zeit • Jerusalem • Ja, das ist wunderbar • Das alt raue Kreuz (Dort auf Golgatha stand) • Don’t Walk Away • Sag nicht nein • Wie Freude zusammen gehn / Wir werden mit ihm leben (Auferstanden aus des Grabes Nacht) • In Gloria | 12  | 2       |         |                                                  | Orchester Nils Kjellström                                                    | 1974 | |
| |        | |     |         |         |                                                  |                                                                              |      | |
| 50 | 550    | | 14  | 2       |         | Bläser spielen Heilslieder                       | Hardy Schneiders präsentiert                                                 | 1976 | |
| 50 | 550    | Frohe Botschaft wir künden den Völkern • Gottes heilge Wahrheit • Solang mein Jesus lebt • O lasst uns mit Jauchzen erheben • Ich blicke voll Beugung und Staunen • Ich liebe Jesum • O Heiland, fülle meinen Tag • Treff ich dich wohl bei der Quelle • Er birgt meine Seele • Wir haben einen Felsen • O hätt ich tausend Zungen nur • Seliges Wissen, Jesus ist mein • O die tiefe Liebe Jesu • Näher, noch näher                                                              | 14  | 2       |         |                                                  | Hardy Schneiders präsentiert                                                 | 1976 | |
| |        | |     |         |         |                                                  |                                                                              |      | |
| 50 | 550    | | 16  | 2       |         | Del Huff am Cordovox                             | Del Huff                                                                     | 1977 | Ausgabe für amerikanischen Musikmarkt erschienen unter Label Image VII, LP-Nr. VII 7736                                                     |
| 50 | 550    | [1] Er ist alles für mich • [2] Hast du den rechten Kurs / Möchtest du los sein • [3] Somebody’s Knocking At Your Door • [4] Der neue Psalm 23 • [5] Joshua Fit De Battle (Joshua Fit The Battle Of Jericho) • [6] Herrlich ist das Leben • [7] Jesus ist das Licht im Dunkel • [8] Gospel Train (The Gospel Train) • [9] Hilf uns, Herr • [10] Ich hörte Jesus, wie er sprach • [11] Vergiss nicht zu danken • [12] O hätt ich tausend Zungen nur • [13] Stille Zeit             | 16  | 2       |         |                                                  | Del Huff                                                                     | 1977 | Ausgabe für amerikanischen Musikmarkt erschienen unter Label Image VII, LP-Nr. VII 7736                                                     |
| |        | |     |         |         |                                                  |                                                                              |      | |
| 50 | 550    | | 18  | 2       |         | Melodien der Freude 5                            | Harding Braaten (Piano und Orgel) Orchester Nils Kjellström                  | 1981 | |
| 50 | 550    | Das Rettungsseil • Sag, kennst du wohl den wunderbaren Namen • Warst du da, als sie kreuzigten den Herrn • Swing Low, Sweet Chariot • Komm, sag es allen weiter • Man erzählte mir froh von dem Himmel • Largo von Georg Friedrich Händel • Herr, du bist da • Herrlich ist das Leben • Amazing Grace • Gospel Potpourri: Leaning On The Everlasting Arms / Bringen Garben ein • Nimm, o Herr, meine Hand • Wie, sag ich dir Dank                                                 | 18  | 2       |         |                                                  | Harding Braaten (Piano und Orgel) Orchester Nils Kjellström                  | 1981 | |
| | 550    | | 19  | 2       |         | Piano Souvenirs                                  | Harding Braaten                                                              | 19?? | |
| |        | |     |         |         |                                                  |                                                                              |      | |
| | 550    | 650 | 22  | 2       | 3       | Weihnachtsmelodien mit Harding Braaten am Flügel | Harding Braaten (Flügel)                                                     | 1993 | |
| [1] Potpourri: O du fröhliche / Auf Heu und auf Stroh (Away In A Manger) / Stille Nacht, heilige Nacht / Ihr Kinderlein, kommet • [2] Macht hoch die Tür • [3] O Bethlehem, du kleine Stadt • [4] Star Of The East • [5] Hark The Herald Angels Sing • [6] As With Gladness • [7] Potpourri: Herbei, o ihr Gläubigen / Angels We Have Heard On High / It Came Upon A Midnight Clear • [8] O komm, o komm, Emmanuel (O komm, o komm, Immanuel) • [9] O heilige Nacht (Heilige Nacht) (Cantique de Noël) • [10] Freue dich Welt • [11] Es ist ein Ros entsprungen • [12] Infant Holy, Infant Lowly • [13] Hast du keinen Raum für Jesus | 550    | 650 | 22  | 2       | 3       |                                                  | Harding Braaten (Flügel)                                                     | 1993 | |
| |        | 650 | 23  |         | 3       | Ein bunter Strauß der Melodien                   | Harding Braaten (Piano) Orchester Hardy Schneiders Orchester Nils Kjellström | 199? | Kompilation von Zweitverwertungstitel aus vorangegangenen Veröffentlichungen der Reihe Melodien der Freude                                  |
| Der Herr, mein Hirte • Die Sach ist dein • Medley: Keiner wird zu Schanden / Auf Adlers Flügeln getragen • Welch ein Freund ist unser Jesus • Das alt raue Kreuz (Dort auf Golgatha stand) • Wie groß bist du (Du großer Gott, wenn ich die Welt betrachte) • Jerusalem • Medley: Es ist ein Born / Lobe den Herrn • Schönster Herr Jesus • Sag wohin • Amazing Grace • Nun danket alle Gott • Gott ist gegenwärtig • Largo |        | 650 | 23  |         | 3       |                                                  | Harding Braaten (Piano) Orchester Hardy Schneiders Orchester Nils Kjellström | 199? | Kompilation von Zweitverwertungstitel aus vorangegangenen Veröffentlichungen der Reihe Melodien der Freude                                  |
| |        | 650 | 24  |         | 3       | Ein bunter Strauß der Melodien 2                 | Harding Braaten (Piano) Orchester Hardy Schneiders Orchester Nils Kjellström | 199? | Kompilation von Zweitverwertungstitel aus vorangegangenen Veröffentlichungen der Reihe Melodien der Freude                                  |
| Herr, du bist da • Medley: Ich bin durch die Welt gegangen • Ja, das ist wunderbar • Wenn nach der Erde, Leid, Arbeit und Pein • Wenn Friede mit Gott • Medley: Wie Freunde zusammen gehn / Wir werden mit ihm leben (Auferstanden aus des Grabes Nacht) • O Welt, sieh hier dein Leben • O Gott, dir sei Ehre • Ich bete an die Macht der Liebe • Sag nicht nein • Wach auf, du Geist der ersten Zeugen • Stern, auf den ich schaue • Ein feste Burg ist unser Gott • Befiehl du deine Wege |        | 650 | 24  |         | 3       |                                                  | Harding Braaten (Piano) Orchester Hardy Schneiders Orchester Nils Kjellström | 199? | Kompilation von Zweitverwertungstitel aus vorangegangenen Veröffentlichungen der Reihe Melodien der Freude                                  |
| | 550    | 650 | 25  | 2       | 3       | Panflöten-Impressionen Instrumental              | Paul Hofrichter                                                              | 1994 | Neuauflage im nachfolgenden Label Janz Team Music unter CD-Nr. 556.525                                                                      |
| Herr, du gibst uns Hoffnung • Nähme ich Flügel der Morgenröte • Bleibend ist deine Treu • Medley: O die tiefe Liebe Jesu • Du suchst den Duft der weiten Welt • Komm zu dem Wasser • Jesus gab ein neues Lied • Medley: Die Güte des Herrn • Wie ein Hirsch schreit nach frischem Wasser • Medley: Jesus, wir wollen dir danken • Wo ist solch ein Gott • Jesus, ich will gehn | 550    | 650 | 25  | 2       | 3       |                                                  | Paul Hofrichter                                                              | 1994 | Neuauflage im nachfolgenden Label Janz Team Music unter CD-Nr. 556.525                                                                      |

| Präfix | Präfix | Präfix | Nr. | Postfix | Postfix | Titel                                                                  | Mitwirkende | Jahr          | Anmerkungen |
| LP | MC | CD | Nr. | MC      | CD      | Titel                                                                  | Mitwirkende | Jahr          | Anmerkungen |
| --- | --- | --- | --- | ------- | ------- | ---------------------------------------------------------------------- | --- | ------------- | --- |
| 60 | | | 10  |         |         | Schritt für Schritt                                                    | 1 Hildor Janz; 2 Leo Janz; 3 Janz-Team-Studiochor; 4 Janz-Quartett                                                                                 | 19??          | |
| 60 | [1] Der schönste Platz [aus Single Lieder des Lebens 206] • [2] Traue Jesus [aus Single Lieder des Lebens 206] • [3] Wo eilst du hin?1; 2 • [4] Mit Jesu will ich Pilger wandern (Mit Jesu will ich pilgern hier auf Erden)1; 3 • [5] Hier auf Erden bin ich ein Pilger4 • [6] Bist du rein durch das Blut? [aus Single Lieder des Lebens 208] • [7] Ich gehe mit Jesus [Version 01]1 • [8] Jesus bringt uns wahre Freuden3 • [9] Entscheide die Frage noch heut1; 2 • [10] Golgatha (Wo Jesus einst gekreuzigt ward) [Single-Version aus Single Lieder des Lebens 208]                                                                          | | 10  |         |         |                                                                        | 1 Hildor Janz; 2 Leo Janz; 3 Janz-Team-Studiochor; 4 Janz-Quartett                                                                                 | 19??          | |
| 60 | | | 11  |         |         | Negro Spirituals                                                       | Janz-Team-Studiochor | 19??          | Ebenfalls erschienen unter Katalognummer 3007 |
| 60 | [1] On My Journey Home • [2] I Am On The Battlefield For My Lord • [3] Deep River • [4] We’ll Soon Be Done With Troubles And Trials • [5] When The Saints Go Marching In • [6] Roll Jordan, Roll • [7] Steal Away • [8] We Are Climbing Jacob’s Ladder • [9] Nobody Knows The Troubles I See • [10] When The World’s On Fire • [11] Every Time I Feel The Spirit • [12] Swing Low • [13] Lord, I Want To Be A Christian | | 11  |         |         |                                                                        | Janz-Team-Studiochor | 19??          | Ebenfalls erschienen unter Katalognummer 3007 |
| 60 | | | 12  |         |         | In Gloria                                                              | 1 Hildor Janz; 2 Janz-Team-Studiochor; 3 Janz-Quartett; 4 Leo Janz; 5 Gemischtes Quartett                                                          | 19??          | |
| 60 | [1] In Gloria [aus Single Lieder des Lebens 944] • [2] Ein neues Lied hab ich gelernt5 • [3] O jauchzt, ihr Gotteskinder [aus Single Lieder des Lebens 907] • [4] Mach mich zum Segen1 • [5] Auf, du Schar der Kreuzesstreiter3 • [6] Ich fand den Freund2 • [7] Ehre sei dem Herrn3 • [8] Mein Vater ist allmächtiglich1 • [9] Ströme der Gnade5 • [10] Wenn ich einmal in dem Himmel1; 4 • [11] Es eilt die Zeit (Komm, eh der letzte Tag versinkt) [aus Single Lieder des Lebens 944] | | 12  |         |         |                                                                        | 1 Hildor Janz; 2 Janz-Team-Studiochor; 3 Janz-Quartett; 4 Leo Janz; 5 Gemischtes Quartett                                                          | 19??          | |
| 60 | | | 13  |         |         | Feldzug für Christus Wunschlieder                                      | 1 Hildor Janz; 2 Cornie Enns; 3 Janz-Team-Studiochor; 4 Janz-Team-Feldzugschor; 5 Janz-Quartett; 6 Offenes Singen mit Janz-Team-Feldzugschor Essen | 1970          | |
| 60 | Wie groß bist du (Du großer Gott, wenn ich die Welt betrachte) [aus Remake-Single Lieder des Lebens 907] • Das alt raue Kreuz (Dort auf Golgatha stand)1; 2 • Gott wird behüten dich1; 3 • Auferstehn [? Single-Version aus Single Lieder des Lebens 186] • Du bist des Lebens wahre Quelle [aus Remake-Single Lieder des Lebens 163] • Von meinem Jesu will ich singen1; 4 • Ich werde kein Fremdling dort sein (Es gibt eine Heimat im himmlischen Licht)5 • Wenn nach der Erde Leid, Arbeit und Pein6 • Ich hab einen herrlichen König [Album-Version 1]1 • Wirf ihm das Seil zu (Das Rettungsseil) [aus Remake-Single Lieder des Lebens 145] | | 13  |         |         |                                                                        | 1 Hildor Janz; 2 Cornie Enns; 3 Janz-Team-Studiochor; 4 Janz-Team-Feldzugschor; 5 Janz-Quartett; 6 Offenes Singen mit Janz-Team-Feldzugschor Essen | 1970          | |
| 60 | | | 14  |         |         | Mein Erlöser lebt                                                      | Hildor Janz | 1968          | |
| 60 | [1] Dir, dir, Jehova (Dir, dir, Jehova, will ich singen) • [2] In allen meinen Taten • [3] Wenn ich ihn nur habe • [4] Heiliger Gott, dein Wort stehet fest (Largo von Georg Friedrich Händel) • [5] Öffnet die Tore des Tempels • [6] Ich liebe Jesum alle Stund • [7] Ich halte treulich still • [8] Jesu, meine Freude (Jesu, meine Freude, meines Herzens Weide) • [9] Was frag ich nach der Welt • [10] Gott, wie groß ist deine Güte • [11] Das Vaterunser [1968 Version (LP-Version 02)] • [12] Komm, Heiliger Geist | | 14  |         |         |                                                                        | Hildor Janz | 1968          | |
| 60 | | | 15  |         |         | Ja, das ist wunderbar                                                  | Hildor Janz | 1971          | |
| 60 | Ja, das ist wunderbar • Wenn du mich fragst • Du allein • Ich gehe mit Jesus • Schau ich zurück • Folgen will ich, Jesus, dir • Es ist ein Glück • Wie Freunde zusammengehn • Zerrissen die Welt • Sage alles nur ihm • Herrlich ist das Leben • Glaube Gott | | 15  |         |         |                                                                        | Hildor Janz | 1971          | |
| 60 | | | 16  |         |         | Janz-Quartett und Harding Braaten                                      | Janz-Quartett; Harding Braaten (Klavier und Orgel)                                                                                                 | 1971          | MC erschienen unter Titel Janz-Quartett sowie Katalognummer CJ 91330 |
| 60 | [1] Wunderbar ist Jesus • [2] Im Sturm der Zeit • [3] Amen • [4] Jesus kommt wieder • [5] O sorget nicht • [6] Freude im Herzen • [7] An Jesu Hand • [8] Hörst du das Fragen • [9] Wär gleich blutrot die Sünde • [10] Wir sind auf dem Heimweg | | 16  |         |         |                                                                        | Janz-Quartett; Harding Braaten (Klavier und Orgel)                                                                                                 | 1971          | MC erschienen unter Titel Janz-Quartett sowie Katalognummer CJ 91330 |
| 60 | | | 17  |         |         | Jerusalem Hildor Janz mit Feldzugschor • Volume 1                      | 1 Hildor Janz; 2 Janz-Team-Feldzugschor unter der Leitung von Cornie Enns                                                                          | 1971          | MC erschienen unter Titel Hildor Janz mit Feldzugschor sowie Katalognummer CJ 91335                                                                                               |
| 60 | Jerusalem1; 2 • Wir werden mit ihm leben (Auferstanden aus des Grabes Nacht)1; 2 • Die Himmel erzählen [1971 Version] 2 • Der schönste Platz1; 2 • Sag nicht nein1; 2 • In Gloria [aus Single Lieder des Lebens, Nr. 944] • Wunder der Gnade1; 2 • Glücklich sein (Glücklichsein heißt)2 • In der Mitte1; 2 • So wie ich bin1; 2 | | 17  |         |         |                                                                        | 1 Hildor Janz; 2 Janz-Team-Feldzugschor unter der Leitung von Cornie Enns                                                                          | 1971          | MC erschienen unter Titel Hildor Janz mit Feldzugschor sowie Katalognummer CJ 91335                                                                                               |
| 60 | | | 18  |         |         | Singt alle mit                                                         | Janz Team Ambassadors | 197?          | Katalognummer enthält irreguläres Präfix: BD; Erschienen unter Künstlerangabe: Bob & DeEtta, Del & Dawn, später: Janz Team Ambassadors                                            |
| 60 | [1] Singt alle mit • [2] Wenn du Jesus kennst • [3] Einst war mein Leben bedeutungslos (Bob & DeEtta Janz) • [4] Schau ich zurück • [5] Halleluja, rühmt das Kreuz • [6] Weitersagen • [7] Fehlt nicht was im Leben • [8] Vorwärts, Christi Streiter • [9] Wer weiß, wie bald • [10] Walk In Jerusalem Just Like John • [11] Ich weiß, an wen ich glaube • [12] Wie, wenn es heute wär | | 18  |         |         |                                                                        | Janz Team Ambassadors | 197?          | Katalognummer enthält irreguläres Präfix: BD; Erschienen unter Künstlerangabe: Bob & DeEtta, Del & Dawn, später: Janz Team Ambassadors                                            |
| 60 | | | 19  |         |         | Freue dich Welt Singende-klingende Weihnachtszeit                      | Hardy Schneiders (Konzept und Künstlerische Leitung) 1 Hildor Janz 2 Orchester Hardy Schneiders*                                                   | 1972          | MC erschienen unter Katalog-Nr. CJ 91355; * Bezeichnung bei Erstveröffentlichung: „Orchester H. Schneiders“                                                                       |
| 60 | Freue dich Welt2 • Heilige Nacht1 • Süßer die Glocken2 • Friede, Freude1 • Stille Nacht, heilige Nacht2 • Fröhliche Weihnachten1 • O du fröhliche / Herbei, o ihr Gläubigen2 • In stiller Mitternacht1 • Horch, die Engel singen2 • Noel1 • Ich steh an deiner Krippen / Es ist ein Ros2 • Gott kam in diese Welt [Weihnachtsversion 1972]1 | | 19  |         |         |                                                                        | Hardy Schneiders (Konzept und Künstlerische Leitung) 1 Hildor Janz 2 Orchester Hardy Schneiders*                                                   | 1972          | MC erschienen unter Katalog-Nr. CJ 91355; * Bezeichnung bei Erstveröffentlichung: „Orchester H. Schneiders“                                                                       |
| 60 | | | 20  |         |         | Gott mit euch                                                          | Hildor Janz | 1973          | |
| 60 | Vergiss nicht zu danken • Christus im Zentrum • Die Zeit entflieht • Sag, kennst du wohl den wunderbaren Namen • Weiß ich den Weg auch nicht • Gott mit euch • Stern, auf den ich schaue [1973 Version] • Hast du den rechten Kurs • Beter sind Wundervollbringer • Eine Stadt • Viele Menschen • Bist du einsam und betrübt | | 20  |         |         |                                                                        | Hildor Janz | 1973          | |
| 60 | | | 21  |         |         | Hildor Janz mit Feldzugschor 2 Hildor Janz mit Feldzugschor • Volume 2 | 1 Hildor Janz; 2 Janz-Team-Feldzugschor unter der Leitung von Cornie Enns                                                                          | 1974          | |
| 60 | Groß ist der Herr • O wie wunderbar • Ein neues Leben • Hosianna • An deiner Seite gehn • Sag wohin • Für kurze Zeit • Sieh im Kampfe • Lasst uns miteinander / Sein Nam heißt Wunderbar • Hosianna • Amen • Es eilt die Zeit (Komm, eh der letzte Tag versinkt) | | 21  |         |         |                                                                        | 1 Hildor Janz; 2 Janz-Team-Feldzugschor unter der Leitung von Cornie Enns                                                                          | 1974          | |
| | | |     |         |         |                                                                        | |               | |
| 60 | 560 | | 23  | 2       |         | Zwei Solisten                                                          | Hildor Janz; Harding Braaten (Klavier und Orgel) Janz-Team-Studiochor                                                                              | 1975          | |
| 60 | 560 | Herr, hab Dank • Seine Güte und Gnade (Ohne Weg, ohne Licht, ohne Hilfe) / Wir singen von Jesus • Dort bei Jesus • Heute will dich Jesus fragen • Bittende Herzen (Ströme des Segens) • Es ist ein Born • Jesus kann • Ein wunderbares Heil • Ich bin entschieden • Ich gehe mit Jesus • Sieh, hier bin ich mein König • Leise und inniglich | 23  | 2       |         |                                                                        | Hildor Janz; Harding Braaten (Klavier und Orgel) Janz-Team-Studiochor                                                                              | 1975          | |
| | | |     |         |         |                                                                        | |               | |
| 60 | | | 25  |         |         | Hildor Janz – Feldzugschor 3 Hildor Janz mit Feldzugschor • Volume 3   | 1 Hildor Janz; 2 Janz-Team-Feldzugschor unter der Leitung von Cornie Enns                                                                          | 1976          | |
| 60 | Sing mit mir ein Halleluja • Heilig, heilig, heilig • Tiefen Frieden so reich • On My Journey Home • Jesus, du Lamm Gottes • Vater unser (Das Vaterunser) [1976 Version (LP-Version 03)] • Kann man wissen2 • Keiner ist wie Jesus • I’ve Got Peace Like A River • Durch herrliche Auen • Jesus lieb ich • Ich komme, Herr | | 25  |         |         |                                                                        | 1 Hildor Janz; 2 Janz-Team-Feldzugschor unter der Leitung von Cornie Enns                                                                          | 1976          | |
| 60 | 560 | | 26  | 2       |         | Jesus lebt                                                             | 1 Hildor Janz; 2 Janz-Team-Evangelisationschor Lörrach 1980 unter der Leitung von Manfred Folk                                                     | 1981          | |
| 60 | 560 | Das ist unsre Botschaft • Eines Tages hörte ich, dass Jesus lebt • Wenn der Morgen kommt • Ich will den Herrn loben allezeit • Gott kam in diese Welt • Lasten, sie fallen auf Golgatha • Steh doch endlich einmal still • Viele Menschen sagen, sie sein Christen • Golgatha • Allein • Wenn Jesus kommt • Wir danken dir, Herr Jesus       | 26  | 2       |         |                                                                        | 1 Hildor Janz; 2 Janz-Team-Evangelisationschor Lörrach 1980 unter der Leitung von Manfred Folk                                                     | 1981          | |
| | 560 | 660 | 27  | 2       | 3       | Erinnerungen                                                           | Janz-Quartett | 19??          | |
| Ich singe, ich bin glücklich • Bist du rein durch das Blut • We’ll Soon Be Done • Mein Herr kennt den Weg / Alles ist so schön • Steal Away • When The World’s On Fire • Das Rettungsseil • I Am On The Battlefield For My Lord • Ehre sei dem Herrn • Wenn der Morgen kommt • Lord, I Want To Be A Christian • Down By The Riverside • Auf, du Schar der Kreuzessteiter • Traue Jesus • Just A Little Talk With Jesus / I’ve Been Listening • Behold, I Show You A Mystery                                                       | 560 | 660 | 27  | 2       | 3       |                                                                        | Janz-Quartett | 19??          | |
| | | 660 | 28  |         | 3       | Wie groß bist du                                                       | Hildor Janz; Janz-Quartett; Janz-Team-Feldzugschor                                                                                                 | 1994          | Kompilationsalbum aus Zweitverwertungstiteln vorangegangener Veröffentlichungen; Im nachfolgenden unter adaptierter Katalognummer CD 556.628 erschienen                           |
| [1] Wie groß bist du (Du großer Gott, wenn ich die Welt betrachte) • [2] Glaube Gott • [3] Im Sturm der Zeit [aus LP-Nr. 6016] • [4] Der schönste Platz • [5] Das ist unsere Botschaft [aus LP-Nr. 6026] • [6] Dort auf Golgatha stand (Das alt raue Kreuz) • [7] Sag nicht nein • [8] Jerusalem • [9] Ich werde kein Fremdling dort sein • [10] Wir werden mit ihm leben [aus LP-Nr. 6017] • [11] Wunderbar ist Jesus • [12] Lasten, sie fallen auf Golgatha [aus LP-Nr. 6026] • [13] Wenn du Jesus kennst • [14] So wie ich bin | | 660 | 28  |         | 3       |                                                                        | Hildor Janz; Janz-Quartett; Janz-Team-Feldzugschor                                                                                                 | 1994          | Kompilationsalbum aus Zweitverwertungstiteln vorangegangener Veröffentlichungen; Im nachfolgenden unter adaptierter Katalognummer CD 556.628 erschienen                           |
| | | |     |         |         |                                                                        | |               | |
| 60 | | | 30  |         |         | Der König kommt Männer loben Gott • Volume 1                           | Janz-Team-Männer • Jack Stenekes • Paul Janz • Daniel Janz • Ken Janz • Vern Giesbrecht • Herb Rempel                                              | 1978 1979 (?) | Mitwirkende Sänger mit Ausnahme von Jack Stenekes aus der Band Deliverance, in dieser Aufstellung entsprechend den vorangegangenen Formationen Danny & Paul und Janz Team Singers |
| 60 | Der König kommt • Lob und Dank sei ihm • Weil Jesus lebt • Tag für Tag • Geh mit mir • Komm • Das Blut verliert niemals seine Kraft • Wasch rein mein Herz • Die Familie des Herrn • I Am Free • Ich sag Dank • Bald werden wir ihn sehn | | 30  |         |         |                                                                        | Janz-Team-Männer • Jack Stenekes • Paul Janz • Daniel Janz • Ken Janz • Vern Giesbrecht • Herb Rempel                                              | 1978 1979 (?) | Mitwirkende Sänger mit Ausnahme von Jack Stenekes aus der Band Deliverance, in dieser Aufstellung entsprechend den vorangegangenen Formationen Danny & Paul und Janz Team Singers |
| 60 | 560 | | 31  | 2       |         | Bald kommt der Tag Männer loben Gott • Volume 2                        | Janz-Team-Männer • Bob Janz • Del Huff • Heinrich Reisich • Paul Hofrichter • Ernie Botkin • Reuben Dyck • Wolfgang Lüdecke                        | 1984          | |
| 60 | 560 | Weißt du eigentlich wohin • Jesus ist der Herr • Im Staub an der Straße • Meine Strafe trug der Herr • Nimm mein Leben • Never Be • Bald kommt der Tag • Ich bin auf dem Wege • Was hat ein Mensch davon • In seinem Plan • Jesus, ich will gehn • Jesus ist die Antwort                                                                     | 31  | 2       |         |                                                                        | Janz-Team-Männer • Bob Janz • Del Huff • Heinrich Reisich • Paul Hofrichter • Ernie Botkin • Reuben Dyck • Wolfgang Lüdecke                        | 1984          | |
| 60 | 560 | | 32  | 2       |         | Gebt Gott allein die Ehre!                                             | Männerchor Derschlag | 1986          | |
| 60 | 560 | Lobet Gott, preiset ihn • Sie banden Jesu Hände • Jesu Leiden, Jesu Liebe (In des Ölbergs Garten) • Ich komme Herr • Wie groß bist du • Kommt, singt dem Herrn ein neues Lied • Ich sing von Jesu Kreuze • Der Himmel steht offen • Wenn mein Volk • Lobe den Herrn, meine Seele • Ich harrete des Herrn • Einmal kommt Jesus wieder         | 32  | 2       |         |                                                                        | Männerchor Derschlag | 1986          | |
| | | |     |         |         |                                                                        | |               | |
| | 560 | | 34  | 2       |         | Die Freude ist mein Lied                                               | Akzente | 19??          | |
| Wir sind nicht alleine • Niemand sonst hat solche Macht • Tausendmal • Es war nicht vergebens • He Is Coming Back • Die Freude ist mein Lied • Gott führt oft anders, als wir verstehen • Wie ein blühender Garten • Der dritte Tag • Lob und Dank sei Gott | 560 | | 34  | 2       |         |                                                                        | Akzente | 19??          | |
| | | |     |         |         |                                                                        | |               | |
| | | 660 | 35  |         | 3       | Lob, Dank und Anbetung                                                 | Auswahlchor aus der Männerchorvereinigung des Bundes Evangelisch-Freikirchlicher Gemeinden (EFG) unter der Leitung von Jürgen Speitmann            | 1992          | |
| Ich lobe dich und danke dir • Preist Gott, der allen Segen schenkt • Anbetung bringen wir • Lasst uns loben unsern Gott und Vater • Gottes Lamm ist Jesus • Was ist der Plan für dein Leben • Die Hoffnung aller Welt • Jesus, dein Licht (Herr, das Licht deiner Liebe leuchtet auf) • Lass mir das Ziel vor Augen • Ich lobe meinen Gott • Medley: Du bist würdig / Ich will dir danken, Herr • Herr, mach mich zu deinem Jünger • Dem Herrn und Schöpfer dieser Welt.                                                          | | 660 | 35  |         | 3       |                                                                        | Auswahlchor aus der Männerchorvereinigung des Bundes Evangelisch-Freikirchlicher Gemeinden (EFG) unter der Leitung von Jürgen Speitmann            | 1992          | |

| Präfix | Präfix | Präfix | Nr. | Postfix | Postfix | Titel | Mitwirkende | Jahr          | Anmerkungen |
| LP | MC | CD | Nr. | MC      | CD      | Titel | Mitwirkende | Jahr          | Anmerkungen |
| --- | --- | --- | --- | ------- | ------- | --- | --- | ------------- | --- |
| 70 | 570 | | 15  | 2       |         | Hört her Kinder singen                                                                                                 | Jack Stenekes Janz Team Ambassadors Janz-Team-Kinderchor*                                                                     | 1977 1979 (?) | * Bezeichnung bei Erstveröffentlichung: „Ein Kinderchor“ |
| 70 | 570 | Hört her, hört her • Wir wollen fröhlich singen • Wer gab mir die Freude • Ich habe Freude • Lass die Freude in dein Herz • Dies ist der Tag • Jesus heißt uns leuchten • Wer schaut auf mich • Ich weiß, ich werde einmal Jesus sehn • Jesus ist Sieger • Er ist der Weg • Sagt es allen Menschen • Wunderbar, mit Jesus zu gehn • Ja, Gott hat alle Kinder lieb • Stop, und lass dir’s sagen • Schau, was Jesus für dich getan • Danke, Herr • Wenn Gott uns nicht liebte • In einer Eiche • Jesus ist ein mächtiger Heiland | 15  | 2       |         | | Jack Stenekes Janz Team Ambassadors Janz-Team-Kinderchor*                                                                     | 1977 1979 (?) | * Bezeichnung bei Erstveröffentlichung: „Ein Kinderchor“ |
| 70 | 570 | | 16  | 2       |         | Der Messias ist da Musikalisches Weihnachtsspiel für Kinder von Dan Barker                                             | Janz-Team-Kinderchor unter der Leitung von Yola Enns 1 Andreas Lüdecke 2 Christel Ambrosy 3 Anja Lehmann 4 Daniel Kowalsky    | 1981          | |
| 70 | 570 | Marias kleines Lamm • Szene 1: Auf dem Feld • Der Messias wird kommen1 • Szene 2: Im Stall • Er ist da • Szene 3: Auf dem Feld • Gute Nachricht2 • Szene 4: Im Stall • Gottes kleines Lamm3 • Szene 5: Im Stall • Suchend4 • Moderation (Pastor) • Das Lamm ist Herr | 16  | 2       |         | | Janz-Team-Kinderchor unter der Leitung von Yola Enns 1 Andreas Lüdecke 2 Christel Ambrosy 3 Anja Lehmann 4 Daniel Kowalsky    | 1981          | |
| 70 | 570 | | 17  | 2       |         | Lieder rund um die Bibel 25 Lieder für Kinder von 4 bis 12 Jahren, gesungen von Kindern der Janz-Team-Kinderfreizeiten | Del Huff (Konzept und Musikalische Leitung) Kinder der Janz-Team-Kinderfreizeiten                                             | 1983          | Download-Version erschienen unter Katalognummer: DL555717 |
| 70 | 570 | [1] Freudenpsalm • [2] Noah • [3] Nach der Sintflut • [4] Beim Turmbau zu Babel • [5] Moses Wiegenlied • [6] Mose, ich rufe dich • [7] Die Kundschafter • [8] Rahab • [9] Josua • [10] Simson • [11] Samuel • [12] David und Goliath • [13] He, Jona • [14] Fliehe, Joseph, fliehe • [15] Achtunddreißig Jahre • [16] Bartimäus • [17] Zachäus • [18] Vor Pfingsten • [19] Saulus – Paulus • [20] Die Vögel • [21] Danke • [22] Keine Angst • [23] Sing was du kannst • [24] Guten Morgen • [25] Singe mit                     | 17  | 2       |         | | Del Huff (Konzept und Musikalische Leitung) Kinder der Janz-Team-Kinderfreizeiten                                             | 1983          | Download-Version erschienen unter Katalognummer: DL555717 |
| 70 | | | 18  |         |         | Lieder rund um die Bibel 2* 21 Lieder für Kinder, gesungen vom Janz-Team-Kinderchor*                                   | Del Huff (Konzept und Musikalische Leitung) Janz-Team-Kinderchor***                                                           | 1985          | Titeleigenschreibweise: „Lieder rund um die Bibel, Nr. 2“; ** Untertitel bei Erstveröffentlichung: „21 Lieder für Kinder, gesungen von Kindern der Janz Team-Mitarbeiter“; Bezeichnung bei Erstveröffentlichung: „Kinder der Janz Team-Mitarbeiter“; Download-Version erschienen unter Katalognummer: DL555718 |
| 70 | [1] Psalm 1 • [2] Kain • [3] Lot • [4] Hagar • [5] Jakob • [6] Ruben • [7] Blümlein gelb • [8] Ruth • [9] Wir ehren dich • [10] Frühe am Morgen • [11] Karmel • [12] Der Sturm auf dem Meer • [13] Von eins bis zehn • [14] Das Schäfchen • [15] Vier Freunde • [16] Das Lied vom Fest • [17] Thomas • [18] Er ging fort • [19] Tabea • [20] Schlaflied • [21] Er kommt | | 18  |         |         | | Del Huff (Konzept und Musikalische Leitung) Janz-Team-Kinderchor***                                                           | 1985          | Titeleigenschreibweise: „Lieder rund um die Bibel, Nr. 2“; ** Untertitel bei Erstveröffentlichung: „21 Lieder für Kinder, gesungen von Kindern der Janz Team-Mitarbeiter“; Bezeichnung bei Erstveröffentlichung: „Kinder der Janz Team-Mitarbeiter“; Download-Version erschienen unter Katalognummer: DL555718 |
| | 570 | | 19  | 2       |         | Du bist mein Freund Hallo Kinder, wir singen                                                                           | Janz-Team-Kinderchor | 199?          | |
| So manches Haus • Du und ich, Herr Jesus • Potpourri: Herr, dein Wort / Input, Output • Gott hält mich in der Hand • Deine Welt • Jesus ändert sich nicht • Ich will das nur sein • Schalom • Der Glaube siegt • Du bist mein Freund • Potpourri: Wenn du groß sein willst / Dein treuer Diener • Ich will leben • Stell dir mal vor • Herr, deine Güte • Potpourri: Gott hört Gebet / Gott will hören | 570 | | 19  | 2       |         | | Janz-Team-Kinderchor | 199?          | |
| | | 670 | 20  |         | 3       | Gemeinsam sind wir stark!                                                                                              | Janz-Team-Studiokinderchor mit seinen Solisten unter der Leitung von DeEtta Janz 1 Anja Lehmann 2 Carmen Bode 3 Denise Roming | 199?          | Mit den Kinderstimmen von Carmen Bode, Denise Roming und Anja Lehmann; Adaptierte Katalognummer nach Label-Namensänderung CD-Nr. 556.720 erschienen; |
| [1] Wenn Gott ja sagt1 • [2] Du hast mich wunderbar gemacht • [3] Ich bat Gott • [4] Gemeinsam sind wir stark • [5] Du kannst Gott gehören • [6] Jesus reicht dir seine Hand2 • [7] Rede mit Gott3 • [8] Wie froh bin ich • [9] Er bleibt bei mir • [10] Abba für mich1 • [11] Lasst doch die Kinder • [12] Muttertag                                                                                  | | 670 | 20  |         | 3       | | Janz-Team-Studiokinderchor mit seinen Solisten unter der Leitung von DeEtta Janz 1 Anja Lehmann 2 Carmen Bode 3 Denise Roming | 199?          | Mit den Kinderstimmen von Carmen Bode, Denise Roming und Anja Lehmann; Adaptierte Katalognummer nach Label-Namensänderung CD-Nr. 556.720 erschienen; |

| Präfix | Präfix | Präfix | Nr. | Postfix | Postfix | Titel                                         | Mitwirkende                                                       | Jahr    | Anmerkungen |
| LP | MC | CD | Nr. | MC      | CD      | Titel                                         | Mitwirkende                                                       | Jahr    | Anmerkungen |
| --- | --- | --- | --- | ------- | ------- | --------------------------------------------- | ----------------------------------------------------------------- | ------- | --- |
| 80 | 580 | | 10  | 2       |         | Er versteht mich                              | Hans-Jürgen Zimmermann                                            | 1975    | |
| 80 | 580 | [1] Vergiss nicht, dass Gott dich kennt • [2] Straßen unserer Stadt • [3] Darum lass ich mich in deine Hände fallen • [4] Gott versteht dich • [5] Day Is Done • [6] Mein Gott, mein Freund • [7] Herr, deine Liebe ist wie Gras und Ufer • [8] Ich suchte nach Liebe • [9] In der Stille, Herr • [10] Viele Menschen • [11] Bleib nicht stehn • [12] Wieder geht ein Tag zu Ende                                                                                      | 10  | 2       |         |                                               | Hans-Jürgen Zimmermann                                            | 1975    | |
| 80 | 580 | | 11  | 2       |         | Von Gott geliebt                              | Hans-Jürgen Zimmermann                                            | 1983    | |
| 80 | 580 | Traut auf den Herrn • Kommet her zu mir • Wie die Blume • Kommet her zu mir • Potpourri: Die Herrlichkeit des Herrn / Immanuel / Jesus, höchster Name • Einmal kommt Jesus wieder. Von Gott geliebt • Gott regiert • Potpourri: Und der Geist und die Braut / Soon And Very Soon / Er ist Herr • Jesus, nur du bist der Herr • Sein Nam heißt Wunderbar • Potpourri: Das ist meine Freude / Ja, ich weiß, dass Jesus lebt / Gepriesen sei der Herr • Das Grab ist leer | 11  | 2       |         |                                               | Hans-Jürgen Zimmermann                                            | 1983    | |
| | | |     |         |         |                                               |                                                                   |         | |
| 80 | 580 | | 20  | 2       |         | Heidi & Wolfgang                              | Heidi & Wolfgang                                                  | 1978    | Heidi und Wolfgang Lüdecke |
| 80 | 580 | Du kannst ihm vertrauen • Wer von der Liebe singt • Ich traue ganz meinem Herrn • Wie oft belasten mich Sorgen • Gnade, die Jesus uns zugewandt • Freiheit • Mach mich zum Segen • Herr, wenn der Wunsch in meinem Herzen • Und sein Name ist Jesus • Alles mit dem Herrn • Wann hältst du dein Wort • Komm zu dem Wasser | 20  | 2       |         |                                               | Heidi & Wolfgang                                                  | 1978    | Heidi und Wolfgang Lüdecke |
| 80 | 580 | | 21  | 2       |         | Ein neuer Tag                                 | Wolfgang Lüdecke                                                  | 1979    | |
| 80 | 580 | Ein neuer Tag • Du verändertest mein Leben • Du bist da • Straße der Ewigkeit • Ein guter Freund • Der Tag vergeht und kommt nie mehr zurück • Erfüllung schenkt nur Jesus • Von guten Mächten wunderbar geborgen • Ich suchte dich • Er fand mich • Vater, ich danke dir • Herr, wir bitten, komm und segne uns | 21  | 2       |         |                                               | Wolfgang Lüdecke                                                  | 1979    | |
| 80 | 580 | | 22  | 2       |         | Das neue Lied am Morgen                       | Wort-des-Lebens-Quartett                                          | 1980    | Wort-des-Lebens-Quartett (WdL-Quartett): Chuck Kosman, Robert (Bob) Batdorf, Bob Parschauer, Larry Locken                                |
| 80 | 580 | Das neue Lied am Morgen • Ich kann nicht verschweigen, was Jesus tat • O, ich wünsche nur dich, Herr • Singt Halleluja • He That Believeth • Jesus Christus ist mein Ziel • Wie sag ich dir Dank • Ich singe fröhlich von Jesus • Einer dich versteht • Geht hin zu den Völkern • Jesus, schönster Name mein • Wenn mein Volk • Sag der ganzen Welt | 22  | 2       |         |                                               | Wort-des-Lebens-Quartett                                          | 1980    | Wort-des-Lebens-Quartett (WdL-Quartett): Chuck Kosman, Robert (Bob) Batdorf, Bob Parschauer, Larry Locken                                |
| 80 | 580 | | 23  | 2       |         | Nähme ich Flügel der Morgenröte               | Wort-des-Lebens-Freizeitchor unter der Leitung von Robert Batdorf | 1982    | |
| 80 | 580 | [1] Groß und wunderbar • [2] Danke, mein Vater • [3] Seit nach Gottes Reich ich trachte • [4] Jesus ist immer noch größer • [5] Er vergibt, was gestern war • [6] Du fragst mich, kann es sein • [7] Nähme ich Flügel der Morgenröte • [8] Ich folge dir, Herr Jesus • [9] Licht erhellt unsere Nacht • [10] Er ist der Herr • [11] Viele Wege gibt es auf dieser Welt (Viele Wege gibt es) (Weise mir, Herr, deinen Weg) • [12] Woher weiß ich, was du willst         | 23  | 2       |         |                                               | Wort-des-Lebens-Freizeitchor unter der Leitung von Robert Batdorf | 1982    | |
| | 580 | | 24  | 2       |         | One Accord Junge Menschen loben Gott          | One Accord 1 Paul & Diana                                         | 1982    | |
| The Name Song • Anbetungs-Potpourri • Wie ein Hirsch schreit • Du suchst den Duft der weiten Welt • Wake Up And Turn The Music On • Wer hilft zu allen Zeiten • Wie ein Blatt, vom Wind verweht • Heaven-Potpourri • Jesus, welch ein Freund der Sünder • Negro-Spiritual-Potpourri | 580 | | 24  | 2       |         |                                               | One Accord 1 Paul & Diana                                         | 1982    | |
| 80 | 580 | | 25  | 2       |         | Denn ich bin gewiss Junge Menschen loben Gott | One Accord 1 Paul & Diana                                         | 1983    | |
| 80 | 580 | Come On, Rejoice • Wie im Himmel geschehe dein Wille • Denn ich bin gewiss • Spirituals-Medley: I’m Gonna Sing / Do Lord, O Do Remember Me / Poor Wayfarin’ Stranger / Somebody’s Knocking At Your Door • Kennst du ihn • Psalmen-Potpourri: Ich lobe meinen Gott / Vom Aufgang der Sonne / Ich will singen von der Gnade meines Herrn • Guitar Song • Wo ist solch ein Gott • Der Schöpfer • Simple Song                                                              | 25  | 2       |         |                                               | One Accord 1 Paul & Diana                                         | 1983    | |
| | | |     |         |         |                                               |                                                                   |         | |
| 80 | 580 | | 27  | 2       |         | Wasser des Lebens                             | One Accord 1 Danny Plett                                          | 1984    | Neuauflage als CD erschienen 2004 im nachfolgenden Label Janz Team Music unter Katalognummer 556.645 innerhalb Reihe Janz-Team-Klassiker |
| 80 | 580 | I’m Yours • Den Frieden geb ich euch • O Lord, I Thank You (Oh Lord, I Thank You) • Licht-Potpourri • Wenn ich alle Sprachen dieser Welt sprechen könnte • Der Weg • O What A Day • Zu dir, Herr, will ich mich wenden • Spirituals-Potpourri • Jesus, du bist die Quelle | 27  | 2       |         |                                               | One Accord 1 Danny Plett                                          | 1984    | Neuauflage als CD erschienen 2004 im nachfolgenden Label Janz Team Music unter Katalognummer 556.645 innerhalb Reihe Janz-Team-Klassiker |
| 80 | 580 | | 28  | 2       |         | Ist es wahr?                                  | One Accord 1 Danny Plett 2 Paul & Diana                           | 1985    | |
| 80 | 580 | Ich will dir folgen • Zeige den Weg zu Gott • Lass los • We Must Believe • Dein Wort – das Licht • We Will Glorify • Wie majestätisch ist dein Name • Ist es wahr • New Born Again / Goodbye World Goodbye • Überstunden • Denn so sehr | 28  | 2       |         |                                               | One Accord 1 Danny Plett 2 Paul & Diana                           | 1985    | |
| | | |     |         |         |                                               |                                                                   |         | |
| 80 | | | 30  |         |         | Love In My Heart                              | One Accord 1 Cae Gauntt 2 Paul Hofrichter 3 Danny Plett           | 198?    | |
| 80 | Gott ist wie Frühling • You Put This Love In My Heart • Man sagt... • Jeder gehört einer Familie an • I Will Give Him Glory • Love In Any Language • Jesus nur allein • Abba, Vater • We Stand United • Rejoice • Herz und Mund singen dir | | 30  |         |         |                                               | One Accord 1 Cae Gauntt 2 Paul Hofrichter 3 Danny Plett           | 198?    | |
| 80 | 580 | | 31  | 2       |         | Ready For Life?                               | One Accord 1 Julie Bowman 2 Danny Plett 3 Shawna Dueck            | 1988(?) | |
| 80 | 580 | [1] Unser Herr wird siegreich sein • [2] Herr, du nimmst mich • [3] The Keeper1 • [4] Zum Leben befreit • [5] Fly Away2 • [6] You Are My Melody • [7] Hands Across The Borders3; 2 • [8] Bist du schon bereit • [9] Jesus Is De Candle • [10] Herr der Schöpfung | 31  | 2       |         |                                               | One Accord 1 Julie Bowman 2 Danny Plett 3 Shawna Dueck            | 1988(?) | |
| | 580 | 680 | 32  | 2       | 3       | Knock On The Sky                              | One Accord                                                        | 1991    | |
| Look What God Is Doing • Aufbruch • Fact Of Love • Ich bin für dich da • Tief in dir • Giving My Heart Away • Knock On The Sky • Liebe wartet • Ohne dich • Am Ende der Reise • Run For The Finish Line                                                                             | 580 | 680 | 32  | 2       | 3       |                                               | One Accord                                                        | 1991    | |
| | 580 | 680 | 33  | 2       | 3       | All Over The World                            | One Accord mit: Danny Plett & Liberation; Anja Lehmann            | 1993    | |
| Heavenly Day • Mit meinem Leben • Even The Wind • Wir sind unbesiegbar • Keiner kennt mein Herz • Wird er dich finden • All Over The World • Des Todes Tod • This Time • Beside You • Ich steh zu dir                                                                               | 580 | 680 | 33  | 2       | 3       |                                               | One Accord mit: Danny Plett & Liberation; Anja Lehmann            | 1993    | |
| | | |     |         |         |                                               |                                                                   |         | |
| 80 | 580 | | 50  | 2       |         | Mein Leben ist Gnade                          | Heidi & Wolfgang                                                  | 198?    | |
| 80 | 580 | Singt ein neues Lied • Mann aus Nazareth • Zwei Jünger gingen (Bleibe bei uns) • Herr, du gibst uns Hoffnung • Er gibt dir mehr Gnade • Kopf und Herz sind wie ein Beet • Es geht ohne Gott in die Dunkelheit • Mein Leben ist Gnade • Meine Zeit steht in deinen Händen • Christus im Zentrum • Potpourri: Ich fand den Frieden / Nicht uns, Herr, nicht uns / Er ist mein alles • Gott spricht mit dir                                                               | 50  | 2       |         |                                               | Heidi & Wolfgang                                                  | 198?    | |
| 80 | 580 | | 51  | 2       |         | Der Felsen steht fest                         | Wolfgang Lüdecke Janz-Team-Evangelisationschor                    | 1986    | |
| 80 | 580 | Unser Leben will von der Liebe bestimmt sein • Mag sein, du kannst es nicht verstehn • Befiehl dem Herrn doch deine Wege • Es ist spät geworden • Er ist alles für mich • Jahre sind nun schon vorbei • Der Felsen steht fest • Wer du bist, wo du stehst • Die Möwen • Irgendeinen Platz • Warum nicht Jesus • Jerusalem | 51  | 2       |         |                                               | Wolfgang Lüdecke Janz-Team-Evangelisationschor                    | 1986    | |
| 80 | 580 | | 52  | 2       |         | Geboren, um glücklich zu sein                 | Wolfgang Lüdecke                                                  | 1988    | |
| 80 | 580 | Geboren, um glücklich zu sein • Wahres Leben schenkt dir Gott • Komm doch zu Jesus • Retterliebe • Potpourri: Sag es allen, Jesus liebt dich / Jesus liebt mich • Jesus, in deinem Namen ist Kraft • Er war ein Spieler • Wie groß ist Gott • Potpourri: Herr, befreie unsre Herzen / Unser Gott, dein Name sei gelobt • Vom Tod am Kreuz zum Sieg • Freude am Herrn                                                                                                   | 52  | 2       |         |                                               | Wolfgang Lüdecke                                                  | 1988    | |
| 80 | 580 | | 53  | 2       |         | Jeden Tag, jeden Schritt Wolfgang unterwegs   | Wolfgang Lüdecke                                                  | 1992    | Ebenfalls erschienen unter adaptierter CD-Nr. 556.853 gemäß neuem Katalogisierungssystem nach Labelumstrukturierung                      |
| 80 | 580 | [1] Das, was Gott selber in dir begann • [2] Das Menschenherz • [3] Meine Freude bist du • [4] Via Dolorosa • [5] Menschen brauchen Gott • [6] Jedes Kind ist ein Geschenk des Herrn • [7] Der Grund unserer Dankbarkeit • [8] Pulsschlag der Mission • [9] Du, mein Gott, bist mächtig • [10] Das Erbe • [11] Er hat dich lieb • [12] Ich will dir danken, Herr | 53  | 2       |         |                                               | Wolfgang Lüdecke                                                  | 1992    | Ebenfalls erschienen unter adaptierter CD-Nr. 556.853 gemäß neuem Katalogisierungssystem nach Labelumstrukturierung                      |

| Präfix | Präfix | Präfix | Nr. | Postfix | Postfix | Titel                            | Mitwirkende | Jahr | Anmerkungen |
| LP     | MC | CD | Nr. | MC      | CD      | Titel                            | Mitwirkende | Jahr | Anmerkungen |
| ------ | --- | --- | --- | ------- | ------- | -------------------------------- | --- | ---- | ----------- |
| 90     | | | 05  |         |         | Soli Deo Gloria Weihnachtslieder | 1 Hildor Janz 2 Janz-Quartett 3 Janz-Team-Studiochor                                                                                               | 19?? |             |
| 90     | Musiktitel: Freue dich Welt3 • Er kommt, er kommt1 • Horch, horch, was ziehn durch die schweigende Welt3 • Nun ist sie erschienen2 • Es ist ein Ros entsprungen1 • Stille Nacht, heilige Nacht2 • Still, still, stil, weil’s Kindlein schlafen will • O Gottes Sohn, du Heiland der Welt2 | | 05  |         |         |                                  | 1 Hildor Janz 2 Janz-Quartett 3 Janz-Team-Studiochor                                                                                               | 19?? |             |
|        | | |     |         |         |                                  | |      |             |
| 90     | 590 | | 10  | 2       |         | Heilige Nacht                    | Nils Kjellström (Konzept und Projektleitung) 1 Hildor Janz 2 Christussänger 3 Janz-Team-Kinderchor 4 Orchester Nils Kjellström Leo Janz (Sprecher) | 1975 |             |
| 90     | 590 | Stille Nacht (Stille Nacht, heilige Nacht) [Intro]4 • Es ist ein Ros entsprungen2 • Wunder der Weihnachtszeit1 • Als ich bei meinen Schafen wacht1; 2 • Es singen die Engel1 • Stille Nacht (Stille Nacht, heilige Nacht)4 • Mit den Hirten will ich gehen3 • Kommt und lasst uns Christum ehren4 • Auf Heu und auf Stroh2 • Nun singet und seid froh2 • O du mein Trost und süßes Hoffen1 • Das ist der Tag (Das große Wunder hat ganz klein begonnen) [Version 1975]1; 2 • Stille Nacht (Stille Nacht, heilige Nacht) [Extro]4 | 10  | 2       |         |                                  | Nils Kjellström (Konzept und Projektleitung) 1 Hildor Janz 2 Christussänger 3 Janz-Team-Kinderchor 4 Orchester Nils Kjellström Leo Janz (Sprecher) | 1975 |             |
|        | | |     |         |         |                                  | |      |             |
| 90     | | | 12  |         |         | Frohe Weihnacht                  | Männerchor Derschlag | 1982 |             |
| 90     | Lobt Gott ihr Christen, allzugleich • Heilige Nacht, heilige Nacht (Heilige Nacht, Nacht der unendlichen Liebe) • O du mein Trost und süßes Hoffen • Jesus ist geboren • Machet die Tore weit • Heilige Nacht, der Heiland ist geboren • Frohe Weihnacht • In der Krippe, in dem Stalle • Von all den tausend Klängen • Wieder kam auf leisen Schwingen • Als die Welt verloren • Winternächtges Schweigen • Lass den Glanz der Weihnacht in mir bleiben | | 12  |         |         |                                  | Männerchor Derschlag | 1982 |             |
| 90     | 590 | | 13  | 2       |         | Komm, du Friede Weihnachtslieder | DeEtta Janz (Konzept und Projektleitung) 1 Wolfgang Lüdecke Bob Janz Janz-Team-Studiochor unter der Leitung von DeEtta Janz                        | 1988 |             |
| 90     | 590 | Komm, du Friede – Potpourri (Komm, du Friede / Stille Nacht, heilige Nacht • Komm, du lang ersehnter Jesus / Sein Nam) • Gelobt sei der große König • Ein großes Fest • Du kleines Städtchen Bethlehem • Kleines Baby • Weihnachtslieder-Potpourri (Engelslieder-Medley)1 • Hast du dieses Kind gesehn • Ein Herz • Freude kam in die Welt (Nur durch ihn) • Finale: Freue dich Welt / Komm, du Sehnsucht aller (Heil dem Friedefürst des Himmels) • Komm, du Friede / Stille Nacht (Reprise)                                    | 13  | 2       |         |                                  | DeEtta Janz (Konzept und Projektleitung) 1 Wolfgang Lüdecke Bob Janz Janz-Team-Studiochor unter der Leitung von DeEtta Janz                        | 1988 |             |

| Nr.  | Titel | Titel | Interpreten                            | Jahr | Anmerkungen |
| Nr.  | Seite A | Seite B | Interpreten                            | Jahr | Anmerkungen |
| ---- | --- | --- | -------------------------------------- | ---- | --- |
| 10P  | - Seit Jesus im Herzen mir wohnt - Neunundneunzig der Schafe                                                                                              | - Gehe nicht vorbei, o Heiland - Erlöst | Willy Ott (Posaune) Bob Janz (Posaune) | 19?? | |
|      | | |                                        |      | |
| F 30 | Es begann mit Musik Original-Filmmusik mit den wichtigsten Szenenausschnitten                                                                             | Es begann mit Musik Original-Filmmusik mit den wichtigsten Szenenausschnitten                                                                                     | Various                                | 19?? | |
|      | | |                                        |      | |
| 111  | Unsere Sänger Extra-Ausgabe | Unsere Sänger Extra-Ausgabe | Various                                | 1974 | Promotionsveröffentlichung mit Zweitverwertungstitel aus vorangegangenen Alben                                      |
| 111  | - Stern, auf den ich schaue [aus LP-Nr. 6020] - Wach auf, du Geist der ersten Zeugen [aus LP-Nr. 5010] - Frieden (Jesus Made Me Higher) [aus LP-Nr. 3014] | - Wir werden mit ihm leben (Auferstanden aus des Grabes Nacht) [aus LP-Nr. 6017] - Siehe, der Tag [aus LP-Nr. 4010] - Vor Gott sind alle gleich [aus LP-Nr. 2010] | Various                                | 1974 | Promotionsveröffentlichung mit Zweitverwertungstitel aus vorangegangenen Alben                                      |
|      | | |                                        |      | |
| 210  | Aus der Verzweiflung und Not dieser Welt | Aus der Verzweiflung und Not dieser Welt | Bob & DeEtta Janz                      | 19?? | |
| 210  | - Aus der Verzweiflung und Not dieser Welt | - Was kann ich, Herr, dir geben? | Bob & DeEtta Janz                      | 19?? | |
|      | | |                                        |      | |
| 214  | Ein wunderbares Heil | Ein wunderbares Heil | Janz Team Singers & Danny & Paul       | 19?? | |
| 214  | - Reach Out To Jesus | - Ein wunderbares Heil | Janz Team Singers & Danny & Paul       | 19?? | |
| 215  | Ohne Jesus | Ohne Jesus | Janz Team Singers1 & Danny & Paul2     | 19?? | 1 Jack Stenekes, Ken Janz, Vern Giesbrecht, Herb Rempel 2 Danny Janz, Paul Janz                                     |
| 215  | - Ohne Jesus | - Wie, warum, wohin | Janz Team Singers1 & Danny & Paul2     | 19?? | 1 Jack Stenekes, Ken Janz, Vern Giesbrecht, Herb Rempel 2 Danny Janz, Paul Janz                                     |
|      | | |                                        |      | |
| 907  | Wie groß bist du | Wie groß bist du | Hildor Janz Janz-Team-Feldzugschor     | 1974 | Seite A: Remix von Remake-Aufnahme; Seite B: Zusätzliche Vokalaufnahmen mit Hildor Janz über Choraufnahme           |
| 907  | - Wie groß bist du (Du großer Gott, wenn ich die Welt betrachte) [Nils-Kjellström-Remix]                                                                  | - Kennst du wohl den Brunnen, der rinnt (Weißer denn der Schnee) [Nils-Kjellström-Remix]                                                                          | Hildor Janz Janz-Team-Feldzugschor     | 1974 | Seite A: Remix von Remake-Aufnahme; Seite B: Zusätzliche Vokalaufnahmen mit Hildor Janz über Choraufnahme           |
|      | | |                                        |      | |
| 1432 | - Go Down Moses | - Die Gesetze des Herrn | Danny & Paul                           | 19?? | Präfix bei Katalognummer: dp Künstlerangabe bei Erstausgabe: Danny u. Paul Janz                                     |
|      | | |                                        |      | |
| 1435 | - Einst ging ich meinen Weg | - Über Wolken weit | Bob & DeEtta Janz*                     | 19?? | Katalognummer bei Erstveröffentlichung: BD 14 35; * Bezeichnung bei Erstveröffentlichung: „Duett Bob & DeEtta Janz“ |
| 1436 | Glücklich sein | Glücklich sein | Bob & DeEtta Janz*                     | 19?? | |
| 1436 | - Glücklichsein (Glücklich sein, heißt) | - Ein wunderbarer Name | Bob & DeEtta Janz*                     | 19?? | |
| 1437 | Paul & Diana | Paul & Diana | Paul & Diana Hofrichter                | 19?? | Postfix bei Katalognummer: PD                                                                                       |
| 1437 | - Jesus heilt die Wunden (Bist du müde Träumen nachzujagen) - Ohne dich                                                                                   | - Moses - Hört auf das Singen | Paul & Diana Hofrichter                | 19?? | Postfix bei Katalognummer: PD                                                                                       |

### Veröffentlichungen ab 1995
1995 wurde das Musiklabel schließlich von seinem übergeordneten Missionswerk als Janz Team Music offiziell in Deutschland bei der Gesellschaft zur Verwertung von Leistungsschutzrechten (GVL) unter dem Labelcode 03583 eingetragen. Die folgenden Musikveröffentlichungen erschienen unter einer adaptierten Katalognummerierung. Von der bisherigen Zählweise entfiel das bislang für MCs bzw. CDs verwendete Postfix von Ziffer 2 bzw. 3; auch vom Präfix blieb ausschließlich die erste Ziffer (bzw. bei MC und CD die mittlere Ziffer) erhalten und bildete zusammen mit der bisherigen zweistelligen fortlaufenden produktspezifischen Nummer nun die neue dreistellige Katalognummer, vorangestellt die ebenfalls dreistelligen Zahlencodes 555 als Präfix für MC- oder 556 für CD-Ausgaben.

#### Männerchor
| Nummer | Nummer | Nummer  | Titel             | Interpreten                       | Jahr | Anmerkungen |
| Format | Format | Artikel | Titel             | Interpreten                       | Jahr | Anmerkungen |
| CD     | MC | Artikel | Titel             | Interpreten                       | Jahr | Anmerkungen |
| ------ | --- | ------- | ----------------- | --------------------------------- | ---- | ----------- |
| 556    | | 012     | Du darfst glauben | Männer-Doppelquartett Gusternhain | 2008 |             |
| 556    | [1] Zwischen Himmel und Erde • [2] Es ist ein glücklicher Anfang • [3] Ich bin bei dir • [4] Babylon’s Falling • [5] Du darfst glauben • [6] Stille vor dir • [7] Zweifeln und Staunen • [8] Ich wünsche dir Zeit • [9] Dreimal • [10] Ja, es stimmt • [11] Freedom Is Coming • [12] Jesus, leite mich • [13] Komm in mein Leben • [14] Geh in Gottes Frieden | 012     |                   | Männer-Doppelquartett Gusternhain | 2008 |             |

#### Gemeindemusik
| Nummer | Nummer | Nummer  | Titel | Interpreten | Jahr | Anmerkungen |
| Format | Format | Artikel | Titel | Interpreten | Jahr | Anmerkungen |
| CD     | MC | Artikel | Titel | Interpreten | Jahr | Anmerkungen |
| ------ | --- | ------- | --- | --- | ---- | --- |
| 556    | 555 | 121     | Gottes Liebe leuchtet Die schönsten Wunschlieder • Volume 1 | Paul Hofrichter (Konzept) (?) Wolfgang Lüdecke Diana Hofrichter Danny Plett Janz-Team-Studiochor | 1995 | |
| 556    | 555 | 121     | [1] Jesus, dir gehört mein Leben • [2] Das Höchste meines Lebens • [3] Ich trau auf dich, o Herr • [4] Wer hat die Welt gemacht (Wer) • [5] Denn ich bin gewiss • [6] Wenn ich oft traurig bin • [7] Wo ist solch ein Gott • [8] El Shaddai • [9] Lobe den Herrn (Lobe den Herrn, meine Seele) • [10] Herr, das Licht deiner Liebe leuchtet auf (Jesus, dein Licht) • [11] Nimm du mich ganz hin • [12] Geh unter der Gnade | Paul Hofrichter (Konzept) (?) Wolfgang Lüdecke Diana Hofrichter Danny Plett Janz-Team-Studiochor | 1995 | |
| 556    | 555 | 122     | Frieden mit Gott Die schönsten Wunschlieder • Volume 2 | Robert Batdorf (Konzept) 1 Daniel Janz 2 Anja Lehmann 3 Denise Roming 4 Danny Plett 5 Carmen Bode 6 Birgit Lehmann Janz-Team-Studiochor                                                                                  | 1997 | |
| 556    | 555 | 122     | [1] Halleluja, lobet Gott in seinem Heiligtum (Alles, was Odem hat)1 • [2] Danke für diesen guten Morgen (Danke) / Vergiss nicht zu danken • [3] Wer auf Gott vertraut (Denn er hat seinen Engeln befohlen2) • [4] Von guten Mächten wunderbar geborgen1 • [5] Heilig, heilig heilig ist der Herr Zebaoth / Unser Vater in dem Himmel / Heilig, heilig, heilig Gott du bist heilig3 • [6] Die Herrlichkeit des Herrn / Die Güte des Herrn / Wir versammeln uns zu dir4 (feat. 2; 5) • [7] Wohl dem, der nicht wandelt / Fröhlich, fröhlich ist das Volk • [8] Friede mit euch • [9] Denn du bist groß / All die Fülle ist in dir, o Herr1 • [10] Jesus will uns baun zu einem Tempel2 (feat. 5; 4) • [11] Gut, dass wir einander haben2; 5 • [12] Wenn Frieden mit Gott (Wenn Friede mit Gott)5; 2 (feat.6; 5; 4) | Robert Batdorf (Konzept) 1 Daniel Janz 2 Anja Lehmann 3 Denise Roming 4 Danny Plett 5 Carmen Bode 6 Birgit Lehmann Janz-Team-Studiochor                                                                                  | 1997 | |
| 556    | 555 | 123     | Bei dir ist Leben Gemeindelieder zum Mitsingen • Volume 1 | Heinrich Reisich (Konzept) 1 Carmen Bode 2Heinrich Reisich 3 Daniel Janz 4 Anja Lehmann 5 Natalja Enns 6 Michael Janz 7 Danny Plett 8 Denise Roming Janz-Team-Studiochor unter der Leitung von Heinrich Reisich (?)      | 1999 | |
| 556    | 555 | 123     | [1] Groß und wunderbar / Lobet den Herrn • [2] Freut euch im Herrn allezeit1; 2 • [3] Bei dir ist Leben3; 4 • [4] Es geht die Sonne auf5; 2 • [5] Der Herr möge dich segnen6 • [6] Er brach das Brot7 • [7] Wir wollen dich verherrlichen / Neu, jeden Tag neu4 • [8] Wer ist wie du3 • [9] Wenn ich staunend erkenne2 • [10] Ich steh vor dir8 • [11] So wie du bist6 • [12] Noch viel mehr7 | Heinrich Reisich (Konzept) 1 Carmen Bode 2Heinrich Reisich 3 Daniel Janz 4 Anja Lehmann 5 Natalja Enns 6 Michael Janz 7 Danny Plett 8 Denise Roming Janz-Team-Studiochor unter der Leitung von Heinrich Reisich (?)      | 1999 | |
| 556    | 555 | 124     | In deiner Gegenwart Gemeindelieder zum Mitsingen • Volume 2 | Heinrich Reisich (Konzept) | 2000 | |
| 556    | 555 | 124     | [1] Herr, lebe du durch uns • [2] Suchet • [3] Immanuel, Gott ist mit uns • [4] Erfülle mich • [5] Solange ich bin • [6] Du bist unser Gott • [7] Ehre, wem Ehre gebührt • [8] Keiner ist so wie du • [9] Dein Friede • [10] Gib mir ein Loblied • [11] Stille • [12] Segen | Heinrich Reisich (Konzept) | 2000 | |
| 556    | | 125     | Unendlich nah Biblische Zusagen | Heinrich Reisich (Konzept) Yasmina Hunzinger Anja Lehmann Danny Plett Carmen Bode Janz-Team-Studiochor unter der Leitung von Heinrich Reisich (?)                                                                        | 2002 | |
| 556    | [1] Mein Wort • [2] Nichts kann mich trennen von dir (Nichts kann mich trennen) • [3] Mein Gott weiß • [4] Hast du es gehört • [5] Befiehl dem Herrn • [6] Unendlich nahe • [7] Gesegnet ist der Mensch • [8] Wasser • [9] In mir • [10] Psalm 1 • [11] Du hast die Kraft • [12] Die Augen des Herrn | 125     | | Heinrich Reisich (Konzept) Yasmina Hunzinger Anja Lehmann Danny Plett Carmen Bode Janz-Team-Studiochor unter der Leitung von Heinrich Reisich (?)                                                                        | 2002 | |
| 556    | | 126     | Herzwärts Feiern – Singen – Gott begegnen | Kay Wächter (Konzept und Musikalische Leitung) 1 Michaela Ortlieb 2 Heidi Wächter 3 Kay Wächter 4 Gabriele Wächter 5 Daniel Janz Kay-Wächter-Studiochor                                                                  | 2003 | |
| 556    | [1] Lasst uns singen1 • [2] Sei willkommen2 • [3] Heb das Siegesbanner3 • [4] Erfrische mein Herz4 • [5] Wer ist wie du5 • [6] Reinige mein Herz2 • [7] Herz-Medley2; 3; 4 • [8] Wie ein Drachen im Wind4 • [9] Dein Herz in dir3; 2 • [10] Jesus, ich gebe dir3 • [11] Mehr als ein bisschen3; 2 • [12] Jesus, ich schenke dir mein Herz (Jesus, ich schenke dir)4 | 126     | | Kay Wächter (Konzept und Musikalische Leitung) 1 Michaela Ortlieb 2 Heidi Wächter 3 Kay Wächter 4 Gabriele Wächter 5 Daniel Janz Kay-Wächter-Studiochor                                                                  | 2003 | |
| 556    | | 127     | Im Licht Gott begegnen und anbeten | Heinrich Reisich (Konzept und Musikalische Leitung) 1 Carmen Bode 2 Heinrich Reisich 3 Danny Plett 4 Anja Lehmann 5 Kristi Neugebauer 6 Jakob Albrecht 7 Janz-Team-Studiochor unter der Leitung von Heinrich Reisich (?) | 2004 | |
| 556    | [1] Gott lebt in uns1; 2; 7 • [2] Du bist die Sonne3; 7 • [3] Wir sind das Licht4; 7 • [4] Vor dir5; 6; 7 • [5] Nah bei dir2; 7 • [6] Ich komme zu dir1; 7 • [7] Herr, ich erhebe dich3; 7 • [8] Ich verliere mich an dich1; 7 • [9] In deinem Wort6; 7 • [10] Ich vergesse, was hinter mir liegt4; 7 • [11] Du bist Herr3; 7 • [12] Das ist der Vater4; 7 | 127     | | Heinrich Reisich (Konzept und Musikalische Leitung) 1 Carmen Bode 2 Heinrich Reisich 3 Danny Plett 4 Anja Lehmann 5 Kristi Neugebauer 6 Jakob Albrecht 7 Janz-Team-Studiochor unter der Leitung von Heinrich Reisich (?) | 2004 | |
|        | |         | | |      | |
| 556    | | 129     | Segen Songs Written By Heinrich Reisich | Various | 2009 | Kompilationsalbum aus Zweitverwertungstiteln vorangegangener Veröffentlichungen |
| 556    | [1] Du hast die Kraft [aus CD-Nr. 556.125] • [2] Wir wollen dich verherrlichen / Neu, jeden Tag neu [aus CD-Nr. 556.123] • [3] Wenn ich staunend erkenne [aus CD-Nr. 556.123] • [4] Keiner ist so wie du [aus CD-Nr. 556.124] • [5] Ich steh vor dir [aus CD-Nr. 556.123] • [6] Herr, lebe du durch uns [aus CD-Nr. 556.124] • [7] Bei dir ist Leben [aus CD-Nr. 556.123] • [8] Das ist der Vater [aus CD-Nr. 556.127] • [9] Mein Wort [aus CD-Nr. 556.125] • [10] In mir [aus CD-Nr. 556.125] • [11] Wir sind das Licht [aus CD-Nr. 556.127] • [12] Noch viel mehr [aus CD-Nr. 556.123] • [13] Nah bei dir [aus CD-Nr. 556.127] • [14] Stille [aus CD-Nr. 556.125] • [15] Segen [aus CD-Nr. 556.124] | 129     | | Various | 2009 | Kompilationsalbum aus Zweitverwertungstiteln vorangegangener Veröffentlichungen |
| 556    | | 130     | Vertikal Janz Team Worship – Best Of Danny Plett, Marc und Silvi Eglès, Heinrich Reisich | Various | 2010 | |
| 556    | [1] Groß ist der Herr [aus CD-Nr. 556.348] • [2] Ich will mein Lob verschwenden an dich [aus CD-Nr. 556.350] • [3] Nah bei dir [aus CD-Nr. 556.127] • [4] Adonai • [5] Bis in alle Ewigkeit [aus CD-Nr. 556.348] • [6] Herr, lebe du durch uns [aus CD-Nr. 556.124] • [7] Herr, entfache das Feuer [aus CD-Nr. 556.153] • [8] Ich steh vor dir [aus CD-Nr. 556.123] • [9] Dich will ich suchen • [10] Er ist Herr • [11] Wir öffnen uns für dich [aus CD-Nr. 556.348] • [12] Stark und mächtig [aus CD-Nr. 556.353] • [13] Nur ein Wort [aus CD-Nr. 556.353] • [14] Mein Wort [aus CD-Nr. 556.125] • [15] Du hast die Kraft [aus CD-Nr. 556.125] | 130     | | Various | 2010 | |
|        | |         | | |      | |
| 556    | 555 | 153     | Anbetung 4 | Paul Hofrichter (Konzept, Produktion und Musikalische Leitung) 1 Anja Lehmann 2 Daniel Janz 3 Diana Hofrichter 4 Brian Delamont 5 Denise Roming 6 Thomas Fritz 7 Carmen Bode 8 Danny Plett Janz-Team-Studiochor          | 1995 | |
| 556    | 555 | 153     | [1] Herr, entfache das Feuer1 • [2] Großer Gott, wir loben dich / Lobe den Herren • [3] Herr, du mein Gott2 • [4] Wir verneigen uns vor dem Thron3 • [5] Preist Gott in der Höhe4 • [6] Immanuel • [7] Heilig5 • [8] Voller Staunen / Vater im Himmel, ja, wir lieben dich6; 7 • [9] Du bist der Erste • [10] Würdig ist das Lamm / Du bist Herr auf dem höchsten Thron8 • [11] Halleluja, wir freuen uns / Voller Freude jubeln wir | Paul Hofrichter (Konzept, Produktion und Musikalische Leitung) 1 Anja Lehmann 2 Daniel Janz 3 Diana Hofrichter 4 Brian Delamont 5 Denise Roming 6 Thomas Fritz 7 Carmen Bode 8 Danny Plett Janz-Team-Studiochor          | 1995 | |
| 556    | | 154     | Anbetung – Special Edition | Various | 1998 | Kompilationsalbum aus Zweitverwertungstiteln vorangegangener Veröffentlichungen |
| 556    | [1] Sei du in uns verherrlicht [aus CD-Nr. 610.513] • [2] Herr, du mein Gott [aus CD-Nr. 556.153] • [3] Heilig, heilig [aus CD-Nr. 610.523] • [4] Halleluja, wir freuen uns / Voller Freude jubeln wir [aus CD-Nr. 556.153] • [5] Du bist mein Gott [aus LP-Nr. 1050] • [6] Immanuel [aus CD-Nr. 556.153] • [7] Greater Is He [aus CD-Nr. 610.513] • [8] Du bist der Erste [aus CD-Nr. 556.153] • [9] Friedefürst / Schönster Herr Jesus [aus CD-Nr. 610.523] • [10] Preist den Namen Jesus / Kommt, lobt den Herrn [aus LP-Nr. 1050] • [11] Herr, du bist hier [aus CD-Nr. 610.523] • [12] Heilig ist der Herr / Dir, König Jesus [aus LP-Nr. 1050] • [13] Herr, du bist groß / Meine Seele erhebet den Herrn [aus CD-Nr. 610.523] • [14] Preist Gott in der Höhe [aus CD-Nr. 556.153] • [15] Memorium (Instrumental) [aus CD-Nr. 610.513] | 154     | | Various | 1998 | Kompilationsalbum aus Zweitverwertungstiteln vorangegangener Veröffentlichungen |
| 556    | | 155     | Geborgen Lob, Preis, Anbetung | Various | 2002 | Kompilationsalbum aus Zweitverwertungstiteln vorangegangener Veröffentlichungen |
| 556    | [1] Solange ich bin [aus CD-Nr. 556.124] • [2] Groß und wunderbar [aus CD-Nr. 556.123] • [3] Wo ist solch ein Gott [aus CD-Nr. 556.121] • [4] Bei dir ist Leben [aus CD-Nr. 556.123] • [5] Wohin sollt ich gehen [aus CD-Nr. 556.332] • [6] Jesus, dir gehört mein Leben [aus CD-Nr. 556.121] • [7] Dein Friede [aus CD-Nr. 556.124] • [8] Ich steh vor dir [aus CD-Nr. 556.123] • [9] Erfülle mich [aus CD-Nr. 556.124] • [10] Wer ist wie du [aus CD-Nr. 556.123] • [11] Das Höchste meines Lebens [aus CD-Nr. 556.121] • [12] Keiner ist so wie du [aus CD-Nr. 556.124] • [13] Du sagst ja [aus CD-Nr. 630.303] • [14] Geh unter der Gnade [aus CD-Nr. 556.121] • [15] Der Herr möge dich segnen [aus CD-Nr. 556.123] | 155     | | Various | 2002 | Kompilationsalbum aus Zweitverwertungstiteln vorangegangener Veröffentlichungen |
| 556    | | 156     | Ich will anbeten Lobpreis für Hauskreise, Gemeinden, Chöre, Singgruppen | Various | 2003 | Kompilationsalbum aus Zweitverwertungstiteln vorangegangener Veröffentlichungen |
| 556    | [1] Erfrische mein Herz [aus CD-Nr. 556.126] • [2] Bei dir ist Leben [aus CD-Nr. 556.123] • [3] Mit meinem Leben [aus CD-Nr. 680.332] • [4] Wir wollen dich verherrlichen (Wir wollen dich verherrlichen / Neu, jeden Tag neu (?)) [aus CD-Nr. 556.123] • [5] Preist Gott in der Höhe [aus CD-Nr. 556.153] • [6] Wenn ich staunend erkenne [aus CD-Nr. 556.123] • [7] Keiner ist so wie du [aus CD-Nr. 556.124] • [8] Ich steh vor dir [aus CD-Nr. 556.123] • [9] Dein Friede [aus CD-Nr. 556.124] • [10] Mehr als ein bisschen [aus CD-Nr. 556.126] • [11] Erfülle mich [aus CD-Nr. 556.124] • [12] Herr, lebe du durch uns [aus CD-Nr. 556.124] • [13] Sei du in uns verherrlicht [aus CD-Nr. 610.513] • [14] Du bist mein Gott [aus LP-Nr. 1050] • [15] Herr, du mein Gott [aus CD-Nr. 556.153] • [16] Herr, du bist groß [aus CD-Nr. 610.523] • [17] Heilig, heilig [aus CD-Nr. 610.523] • [18] Immanuel, Gott ist mit uns [aus CD-Nr. 556.124] • [19] Jesus, ich schenke dir [aus CD-Nr. 556.126] • [20] Nichts kann mich trennen [aus CD-Nr. 556.125] | 156     | | Various | 2003 | Kompilationsalbum aus Zweitverwertungstiteln vorangegangener Veröffentlichungen |
| 556    | | 157     | Ich will anbeten, Vol. 2 Lobpreis für Hauskreise, Gemeinden, Chöre, Singgruppen | Various | 2006 | Kompilationsalbum aus Zweitverwertungstiteln vorangegangener Veröffentlichungen |
| 556    | [1] Darum jubel ich dir zu [aus CD-Nr. 556.342] • [2] Solange ich bin [aus CD-Nr. 556.124] • [3] Du bist die Sonne [aus CD-Nr. 556.127] • [4] Du bist [aus CD-Nr. 556.342] • [5] Du bist Herr [aus CD-Nr. 556.127] • [6] Wer ist wie du? [aus CD-Nr. 556.123] • [7] Immanuel [aus CD-Nr. 556.153] • [8] Herr, du bist hier [aus CD-Nr. 610.523] • [9] Höre mein Gebet / Ich ruf zu dir [aus Hänssler Music – CD-nr. 99.965] • [10] Ich verliere mich [aus CD-Nr. 556.127] • [11] Groß und wunderbar / Lobet den Herrn [aus CD-Nr. 556.123] • [12] Gib mir ein Loblied [aus CD-Nr. 556.124] • [13] Du bist unser Gott [aus CD-Nr. 556.124] • [14] Ich komme zu dir [aus CD-Nr. 556.127] • [15] Nah bei dir [aus CD-Nr. 556.127] • [16] Von allen Seiten • [17] Noch viel mehr [aus CD-Nr. 556.123] | 157     | | Various | 2006 | Kompilationsalbum aus Zweitverwertungstiteln vorangegangener Veröffentlichungen |
|        | |         | | |      | |
| 556    | 555 | 160     | Zukunft und Hoffnung Vertonte Bibelverse | Danny Plett (Konzept und Musikalische Leitung) 1 Danny Plett 2 Denise Roming 3 Michael Janz 4 Carmen Bode 5 Yasmina Hunzinger 6 Janz-Team-Studiochor                                                                     | 2000 | Wiederauflage 2013 im Musiklabel Gerth Medien mit verändertem Untertitel „Ermutigende Bibelverse in Liedern“ unter CD-Nr. 939.478, Download ebenfalls unter neuem Musiklabel unter Nr. DL939478 |
| 556    | 555 | 160     | [1] Gutes und Barmherzigkeit1; 6 • [2] Die auf den Herrn harren (Jesaja 40,31)2; 6 • [3] Zukunft und Hoffnung6 • [4] Denn ich bin gewiss (Römer 8,38 39a)6 • [5] Tränen abwischen3; 6 • [6] Wie sich ein Vater4; 6 • [7] Der Herr behütet dich (Psalm 121,3 8)6 • [8] Augen des Herrn1; 6 • [9] Gott ist für uns5; 6 • [10] Meine Hilfe4; 2; 1; 6 • [11] Ein starker Heiland2; 1; 6 • [12] Fürchte dich nicht (Jesaja 43,1b)3; 6 • [13] Er wendet sich zum Gebet (Psalm 102,18)6 | Danny Plett (Konzept und Musikalische Leitung) 1 Danny Plett 2 Denise Roming 3 Michael Janz 4 Carmen Bode 5 Yasmina Hunzinger 6 Janz-Team-Studiochor                                                                     | 2000 | Wiederauflage 2013 im Musiklabel Gerth Medien mit verändertem Untertitel „Ermutigende Bibelverse in Liedern“ unter CD-Nr. 939.478, Download ebenfalls unter neuem Musiklabel unter Nr. DL939478 |

#### Traditionelle Musik
| Nummer | Nummer | Nummer  | Titel | Interpreten | Jahr | Anmerkungen |
| Format | Format | Artikel | Titel | Interpreten | Jahr | Anmerkungen |
| CD     | MC | Artikel | Titel | Interpreten | Jahr | Anmerkungen |
| ------ | --- | ------- | --- | --- | ---- | --- |
| 556    | 555 | 221     | Wir brauchen einander | Bob & DeEtta Janz | 1997 | |
| 556    | 555 | 221     | [1] Der König und ich • [2] Wir brauchen einander • [3] Sag mir den Grund • [4] Irgendeinen Platz • [5] Gott meint es gut mit dir • [6] So sehr hat Gott die Welt geliebt • [7] Can He, Could He, Would He, Did He? • [8] Ich glaube dir • [9] Dank dem Herrn allezeit • [10] Ich kenne einen • [11] Wo der Glaube lebt • [12] Entscheide dich doch heute | Bob & DeEtta Janz | 1997 | |
| 556    | 555 | 222     | In Gottes Spuren | Bob & DeEtta Janz | 1998 | |
| 556    | 555 | 222     | [1] Golgatha (Gottes Liebe ist unendlich) • [2] Unbegreiflich groß • [3] Ich stehe hier • [4] Satisfied • [5] Es war nicht vergebens • [6] Wir sind auf einer Reise • [7] Ich danke dir, mein Gott • [8] Ich darf dir begegnen • [9] Ich baue • [10] Unser Vater • [11] Für Gottes Wort nehm ich mir Zeit • [12] Kommt und seht | Bob & DeEtta Janz | 1998 | |
| 556    | 555 | 223     | Herz, lass dein Sorgen sein Volkstümliche geistliche Lieder | Martin Wollin (Konzept und Musikalische Leitung) 1 Yasmina Hunzinger 2 Carmen Bode 3 Danny Plett 4 Thomas Schindelin 5 Janz-Team-Studiochor | 1999 | |
| 556    | 555 | 223     | [1] Die beste Zeit im Jahr ist mein5 • [2] Geh aus, mein Herz (Geh aus, mein Herz, und suche Freud)1; 2; 3; 4 • [3] Wir pflügen und wir streuen5 • [4] Wie lieblich ist der Maien5 • [5] Hörst du nicht im Wiesental1; 2; 3; 4 • [6] Ich bin durch die Welt gegangen1; 2; 3; 4 • [7] Schönster Herr Jesu1; 2; 3; 4 • [8] Stern, auf den ich schaue2; 5 • [9] Gott ist die Liebe2; 5 • [10] Weißt du, wieviel Sternlein stehen (Weißt du, wie viel Sternlein stehen)1; 2; 3; 4 • [11] Weil ich Jesu Schäflein bin1; 2; 3; 4 • [12] Herz, lass dein Sorgen sein5 • [13] Nun ruhen alle Wälder1; 2; 3; 4 • [14] Der Mond ist aufgegangen1; 2; 5 • [15] Ich bete an die Macht der Liebe5 • [16] Großer Gott, wir loben dich1; 2; 3; 4 | Martin Wollin (Konzept und Musikalische Leitung) 1 Yasmina Hunzinger 2 Carmen Bode 3 Danny Plett 4 Thomas Schindelin 5 Janz-Team-Studiochor | 1999 | |
| 556    | 555 | 224     | Noch nicht zu Hause Southern Gospel | DeEtta Janz (Konzept) 1 Anja Lehmann 2 Carmen Bode 3 Dierk Bode 4 Denise Roming 5 Janz-Team-Studiochor unter der Leitung von Carmen Bode    | 2001 | |
| 556    | 555 | 224     | [1] Satisfied • [2] Wenn der Engel Jubel ertönt • [3] Gott fängt erst richtig an • [4] Raus aus dem Grab, Lazarus • [5] Jesus, ja, er ist Gottes Sohn • [6] Rise • [7] Ich ging durch die Tür • [8] This World Is Not My Home • [9] Wo immer Gottes Geist weht • [10] We’re Gonna Make It • [11] Noch ist wunderbare Kraft • [12] Noch nie war solch ein Heimweh | DeEtta Janz (Konzept) 1 Anja Lehmann 2 Carmen Bode 3 Dierk Bode 4 Denise Roming 5 Janz-Team-Studiochor unter der Leitung von Carmen Bode    | 2001 | |
| 556    | 555 | 225     | In dir ist Freude Choräle solo – mit Piano, Cembalo und Orgel | Martin Wollin (Konzept und Musikalische Leitung)                                                                                            | 2003 | |
| 556    | 555 | 225     | [1] In dir ist Freude • [2] Gott ist gegenwärtig • [3] Quodlibet Heiligabend • [4] Meinen Jesus lass ich nicht • [5] All Morgen ist ganz frisch und neu • [6] Lobet den Herren, alle die ihn ehren • [7] Christus, der ist mein Leben • [8] Wer nur den lieben Gott lässt walten • [9] Eine feste Burg (Ein feste Burg ist unser Gott) • [10] Wohl denen, die da wandeln • [11] Quodlibet Weihnachtsklänge • [12] Lobe den Herren, den mächtigen König der Ehren • [13] Quodlibet Passion • [14] Vater unser im Himmelreich • [15] Quodlibet Choral und Chorus | Martin Wollin (Konzept und Musikalische Leitung)                                                                                            | 2003 | |
| 556    | | 226     | Gib niemals auf | Bob & DeEtta Janz | 2007 | |
| 556    | [1] Ich gebe niemals auf • [2] Du hast die Kraft • [3] Bleibe immer fest • [4] Großpapa, erzähl mir • [5] Die Welt gehört nicht mir • [6] Ich bin schwach, doch du bist stark • [7] Potpourri: Meine Hilfe / Ich bin gewiß / Gutes und Barmherzigkeit • [8] Ich glaube • [9] Ich sing so gern • [10] Herz, lass dein Sorgen sein • [11] Denke ich nach über Jesu Kreuz / Das alt rauhe Kreuz (Das alt raue Kreuz) (Dort auf Golgatha stand) • [12] Glücklich das Volk | 226     | | Bob & DeEtta Janz | 2007 | |
| 556    | | 227     | The Blessing Möge der Friede des Herrn dich begleiten | Jack Stenekes & Daughters | 2008 | 2004 zunächst ausschließlich für den kanadischen Musikmarkt erschienen. Die Version für den deutschsprachigen Markt beinhaltet einige der Musiktitel teilweise neu abgemischt in deutscher Sprache |
| 556    | [1] I Will Never Leave You • [2] Der Segen • [3] We Are Lights • [4] His Forever • [5] Open And Honest • [6] Auserwählt • [7] He Gives Me Power • [8] Herr, reinige uns • [9] By My Spirit • [10] Ich lieb dich, Herr • [11] If Not Now • [12] Der Herr sorgt treu für sein Volk • [13] The Blessing | 227     | | Jack Stenekes & Daughters | 2008 | 2004 zunächst ausschließlich für den kanadischen Musikmarkt erschienen. Die Version für den deutschsprachigen Markt beinhaltet einige der Musiktitel teilweise neu abgemischt in deutscher Sprache |
| 556    | | 228     | Gott war so gut | Bob & DeEtta Janz | 2011 | |
| 556    | [1] Das war der schönste Tag (Mein Leben war ein einzig Jagen) • [2] Gott war so gut • [3] Sieh, hier bin ich, mein König • [4] Das Leben fordert mich (Bald werden wir ihn sehn) • [5] Wie, wenn es heute wär? (Jesus kommt wieder in Herrlichkeit) • [6] Leuchtend strahlt des Vaters Gnade (Lasst die Küstenfeuer brennen) • [7] Einst ging ich meinen Weg • [8] Neunundneunzig der Schafe • [9] Nur mit Jesus will ich Pilger wandern • [10] Der König und ich [aus CD-Nr. 556.221 oder Version 2011] • [11] Meister, es toben die Winde • [12] Du bist des Lebens wahre Quelle • [13] Ich werde kein Fremdling dort sein (Es gibt eine Heimat im himmlischen Licht) | 228     | | Bob & DeEtta Janz | 2011 | |

#### Popmusik
| Nummer | Nummer | Nummer  | Titel                               | Interpreten | Jahr | Anmerkungen |
| Format | Format | Artikel | Titel                               | Interpreten | Jahr | Anmerkungen |
| CD     | MC | Artikel | Titel                               | Interpreten | Jahr | Anmerkungen |
| ------ | --- | ------- | ----------------------------------- | --- | ---- | --- |
| 556    | | 332     | More Than A Little                  | Anja Lehmann | 1997 | |
| 556    | [1] Be Free! • [2] Wipe This Stain Away • [3] I Believe • [4] Wohin sollt ich gehn (Wohin sollt ich gehen) (Psalm 139) • [5] Herz aus Stein • [6] Turn The Light On • [7] Feelin’ Up To Feelin’ Down • [8] Precious Heart • [9] If My Sister’s In Trouble • [10] You And I • [11] What In The World? • [12] Am Ende der Welt • [13] Wen hab ich außer dir? | 332     |                                     | Anja Lehmann | 1997 | |
| 556    | | 333     | Portrait His Best Ballads           | Danny Plett | 1998 | Kompilationsalbum aus Zweitverwertungstiteln vorangegangener Veröffentlichungen sowie Musiktitel in Erstveröffentlichung (?)                                    |
| 556    | [1] Heaven Knows [aus CD-Nr. 630.303] • [2] Some Kind Of Soul [aus CD-Nr. 630.313] • [3] Rock In The River [aus CD-Nr. 630.313] • [4] King To Me • [5] Beside You • [6] Dancing On A River Of Light [aus CD-Nr. 630.313] • [7] Portrait [aus CD-Nr. 630.303] • [8] Written On Your Heart [aus CD-Nr. 630.313] • [9] Not In My Wildest Dreams [aus CD-Nr. 630.303] • [10] 10,000 Dreams [aus CD-Nr. 630.313] • [11] Highways And Hedges • [12] Du sagst Ja [aus CD-Nr. 630.303] | 333     |                                     | Danny Plett | 1998 | Kompilationsalbum aus Zweitverwertungstiteln vorangegangener Veröffentlichungen sowie Musiktitel in Erstveröffentlichung (?)                                    |
| 556    | | 334     | Where Angels Dance                  | Danny Plett | 1999 | |
| 556    | [1] Take Me There • [2] Nothing That You Do • [3] Everytime You Cry • [4] Surprised By Joy • [5] Here And Now • [6] Just As I Am • [7] Someday • [8] Just In Time! • [9] Love Survived • [10] Every Wish • [11] Ein Feuer • [12] Willkommen | 334     |                                     | Danny Plett | 1999 | |
| 556    | | 335     | Tender Love                         | Daniel Janz | 2000 | |
| 556    | [1] Tender Love • [2] Alles • [3] You Heal My Wounds • [4] Such A Fool • [5] Dies ist kein „Ich-lieg-wach-und-dank-übers-Leben-nach“-Lied • [6] Teenage Queen • [7] You Are Beautiful • [8] Ewigkeit • [9] Real Satisfaction • [10] Papa’s Nähe (Papas Nähe) • [11] Heaven • [12] Mein Gott | 335     |                                     | Daniel Janz | 2000 | |
|        | |         |                                     | |      | |
| 556    | | 337     | Getragen vom Wind Voices • Volume 1 | Anja Lehmann Denise Roming Yasmina Hunzinger Carmen Bode | 2001 | Kompilationsalbum aus Zweitverwertungstiteln vorangegangener Veröffentlichungen sowie 2 Demo-Aufnahmen, 1 Remix und 1 Studio-Musiktitel in Erstveröffentlichung |
| 556    | [1] Mit meinem Leben [aus CD-Nr. 680.333] • [2] Freut euch im Herrn allezeit (Carmen Bode; Janz-Team-Studiochor) [Remix 2001 des Titels aus CD-Nr. 556.123] • [3] A Lifetime [Demo-Aufnahme] (Yasmina Hunzinger) • [4] Segen [aus CD-Nr. 556.124] • [5] Herr, entfache das Feuer [aus CD-Nr. 556.153] • [6] Denn ich bin gewiss [aus CD-Nr. 556.121] • [7] Wenn Friede mit Gott [aus CD-Nr. 556.122] • [8] Flying [aus CD-Nr. 556.836] • [9] Getragen vom Wind [aus CD-Nr. 556.836] • [10] A Miracle [Demo-Aufnahme] (Yasmina Hunzinger) • [11] Ich steh vor dir [aus CD-Nr. 556.123] • [12] Wie sich ein Vater [aus CD-Nr. 556.160] • [13] I Believe [aus CD-Nr. 556.332] • [14] Keiner ist wie du (Keiner ist so wie du) [aus CD-Nr. 556.124] • [15] Heilig (Denise Roming; Janz-Team-Studiochor) | 337     |                                     | Anja Lehmann Denise Roming Yasmina Hunzinger Carmen Bode | 2001 | Kompilationsalbum aus Zweitverwertungstiteln vorangegangener Veröffentlichungen sowie 2 Demo-Aufnahmen, 1 Remix und 1 Studio-Musiktitel in Erstveröffentlichung |
| 556    | | 338     | Gnade Praise Highlights             | Anja Lehmann 1 Marshall Hall | 2001 | Kompilationsalbum aus Zweitverwertungstiteln vorangegangener Veröffentlichungen sowie 1 Titel in Ersterscheinung                                                |
| 556    | [1] Ich brauche Gnade • [2] Mit deinen Augen1 • [3] Heilig • [4] You Are • [5] Jahwe • [6] Wen hab ich außer dir? • [7] Komm, jetzt ist die Zeit • [8] Bis ans Ende der Welt • [9] Jesus, du allein bist genug • [10] Würdig und herrlich • [11] Halleluja • [12] Mein Jesus, mein Retter • [13] Gnadenthron • [14] Revive Us | 338     |                                     | Anja Lehmann 1 Marshall Hall | 2001 | Kompilationsalbum aus Zweitverwertungstiteln vorangegangener Veröffentlichungen sowie 1 Titel in Ersterscheinung                                                |
| 556    | | 339     | Ich steh zu dir Voices • Volume 2   | Danny Plett Daniel Janz Michael Janz | 2001 | Kompilationsalbum aus Zweitverwertungstiteln vorangegangener Veröffentlichungen                                                                                 |
| 556    | [1] Ich steh zu dir [aus CD-Nr. 630.303] • [2] Papas Nähe [aus CD-Nr. 556.335] • [3] Fürchte dich nicht [aus CD-Nr. 556.160] • [4] Here And Now [aus CD-Nr. 556.334] • [5] Such A Fool [aus CD-Nr. 556.335] • [6] Ein Feuer [aus CD-Nr. 556.334] • [7] Tränen abwischen [aus CD-Nr. 556.160] • [8] Love Survived [aus CD-Nr. 556.334] • [9] Alles [aus CD-Nr. 556.337] • [10] Lass mich [aus CD-Nr. 556.836] • [11] Hilflos [aus CD-Nr. 556.835] • [12] Immanuel, Gott ist mit uns [aus CD-Nr. 556.124] • [13] Makes You Wanna Move [aus CD-Nr. 556.835] • [14] Just As I Am [aus CD-Nr. 556.334] • [15] Pray For You [aus CD-Nr. 556.836] • [16] Stille [aus CD-Nr. 556.124] | 339     |                                     | Danny Plett Daniel Janz Michael Janz | 2001 | Kompilationsalbum aus Zweitverwertungstiteln vorangegangener Veröffentlichungen                                                                                 |
| 556    | | 340     | Always And Forever*                 | Yasmina Hunzinger** 1 Danny Plett | 2002 | * Eigenschreibweise: „always&forever“; ** Bezeichnung bei Erstveröffentlichung: „Yasmina“                                                                       |
| 556    | [1] Stir The Fire • [2] Undivided Passion • [3] Always And Forever • [4] Something Like Heaven1 • [5] Bow Down • [6] Kannst du mich hörn • [7] You Are Not Alone • [8] Hero Of My Heart • [9] Suffer Me Gently • [10] Ouch! That Hurts My Heart • [11] Wenn die Liebe siegt • [12] You Said Yes • [13] You Givin’ Me | 340     |                                     | Yasmina Hunzinger** 1 Danny Plett | 2002 | * Eigenschreibweise: „always&forever“; ** Bezeichnung bei Erstveröffentlichung: „Yasmina“                                                                       |
| 556    | | 341     | Modern Gospel                       | Danny Plett (Konzept und Musikalische Leitung) 1 Danny Plett 2 David Thomas 3 Lisa Shaw 4 Edo Zanki 5 Yasmina Hunzinger 6 Anja Lehmann 7 Ruthild Wilson 8 Janz-Team-Studiochor unter der Leitung von Danny Plett (?) | 2002 | |
| 556    | [1] Listen To The Angels Sing1; 8 • [2] I Got Joy1; 2; 8 • [3] Saved1; 2; 3; 4; 8 • [4] We Stand United1; 3; 8 • [5] Joyful! – Präludium8 • [6] Joyful! Joyful!1; 5; 8 • [7] Heaven1; 8 • [8] The New Hallelujah Chorus1; 6 • [9] Hold On To The Rock1; 3; 4; 8 • [10] We Will Bless Him1; 5; 8 • [11] Walking In The Light1; 7; 8 • [12] I’ve Got The Victory1; 2; 8 • [13] Lay Your Burdens Down1; 6; 8 • [14] What’s Your Jericho1; 8 • [15] The Road1; 3; 8 | 341     |                                     | Danny Plett (Konzept und Musikalische Leitung) 1 Danny Plett 2 David Thomas 3 Lisa Shaw 4 Edo Zanki 5 Yasmina Hunzinger 6 Anja Lehmann 7 Ruthild Wilson 8 Janz-Team-Studiochor unter der Leitung von Danny Plett (?) | 2002 | |
| 556    | | 342     | Wie ein Strom                       | Danny Plett 1 Andrea Adams-Frey | 2004 | Englischsprachige Parallelausgabe erschienen unter Titel Like A River, CD-Nr. 556.343                                                                           |
| 556    | [1] Du siehst die Wunden • [2] Heilig • [3] Gott, du mein Gott • [4] Unermesslich schön • [5] Was ich ersehne • [6] Gott, du mein Gott (Reprise) • [7] Ich brauche dich • [8] Im Gehorsam steh ich auf • [9] Darum jubel ich dir zu • [10] Wie ein Strom • [11] Licht dieser Welt1 • [12] Wie unglaublich • [13] Du bist | 342     |                                     | Danny Plett 1 Andrea Adams-Frey | 2004 | Englischsprachige Parallelausgabe erschienen unter Titel Like A River, CD-Nr. 556.343                                                                           |
| 556    | | 343     | Like A River                        | Danny Plett 1 Philip Janz 2 Brian Doerksen 3 Brenda Janz | 2004 | Deutschsprachige Parallelausgabe erschienen unter Titel Wie ein Strom, CD-Nr. 556.342                                                                           |
| 556    | [1] You Heal My Wounds • [2] Holy • [3] God, Oh My God • [4] You Are Beautiful1 • [5] All That I Desire • [6] God, Oh My God (Reprise) • [7] You’re All I Need • [8] A Sacrafice2 • [9] Calvary Covers It All • [10] Stand Here And Rejoice • [11] Like A River • [12] Light Of The World3 • [13] How Amazing • [14] Interlude • [15] You Are | 343     |                                     | Danny Plett 1 Philip Janz 2 Brian Doerksen 3 Brenda Janz | 2004 | Deutschsprachige Parallelausgabe erschienen unter Titel Wie ein Strom, CD-Nr. 556.342                                                                           |
| 556    | | 344     | Liebe Praise Highlights • Volume 2  | Anja Lehmann | 2005 | Kompilationsalbum aus Zweitverwertungstiteln vorangegangener Veröffentlichungen                                                                                 |
| 556    | [1] Mach meine Liebe stark (Entfach dein Feuer in mir) • [2] Lebenslicht • [3] When I Worship You • [4] Ich hab einen Freund • [5] Ich bet dich an, Allmächtiger • [6] Großer Gott, wir loben dich • [7] Herr, ich lieb dich so sehr • [8] Ich gehöre dir • [9] Dankeschön • [10] Du bist, was ich wirklich will • [11] Zieh mich hin zu dir • [12] Führe mich zum Kreuz • [13] Es gibt noch mehr • [14] Jesus, My Great Love | 344     |                                     | Anja Lehmann | 2005 | Kompilationsalbum aus Zweitverwertungstiteln vorangegangener Veröffentlichungen                                                                                 |
| 556    | | 345     | Simplicity Of Love                  | Todd Norris | 2005 | |
| 556    | [1] Write It In Stone • [2] Simplicity Of Love • [3] Miracle • [4] Mercy Fall On Me • [5] The Lord Is Exalted • [6] This Is My Body • [7] More Than I Desired • [8] Oliver Grimswell • [9] All In Control • [10] She’s My Baby • [11] I Am Restored | 345     |                                     | Todd Norris | 2005 | |
| 556    | | 346     | Songs From The Files Re-Mix         | Danny Plett | 2005 | Remixalbum |
| 556    | [1] Adrian [Remix 2015] • [2] Not Ashamed [Remix 2015] • [3] Heaven Knows [Remix 2015] • [4] Some Kind Of Soul [Remix 2015] • [5] Loved Forever [Remix 2015] • [6] Even If You Send The Rain [Remix 2015] • [7] The Great Design [Remix 2015] • [8] This One Thing I Know [Remix 2015] • [9] Different Drum [Remix 2015] • [10] Not In My Wildest Dreams [Remix 2015] | 346     |                                     | Danny Plett | 2005 | Remixalbum |
| 556    | | 347     | Best Of Danny Plett                 | Danny Plett | 2006 | Kompilationsalbum aus Zweitverwertungstiteln vorangegangener Veröffentlichungen                                                                                 |
| 556    | | 348     | Bis in alle Ewigkeit                | Eglès | 2006 | Eglès: Marc Eglès; Silvi Eglès |
| 556    | [1] Wir öffnen uns für dich • [2] Groß ist der Herr • [3] Nur du • [4] Weil du meine Zuflucht bist • [5] Den einen Weg • [6] Ich bleib dran • [7] Hol mich raus hier • [8] Ich staune und bin still • [9] Woran ich glaub • [10] Sieg durch Liebe • [11] Deine Stimme hörn • [12] Bis in alle Ewigkeit | 348     |                                     | Eglès | 2006 | Eglès: Marc Eglès; Silvi Eglès |
| 556    | | 349     | Come To The Cross                   | Danny Plett 1 Philip Janz 2 Brenda Janz | 2006 | Deutschsprachige Parallelausgabe erschienen unter Titel Komm zum Kreuz, CD-Nr. 556.350                                                                          |
| 556    | [1] Come To The Cross • [2] That’s My King • [3] Out Of The Darkness1 • [4] Mercy • [5] I’ll Pour My Songs2 • [6] The Hammer And The Nail • [7] High On A Hill • [8] Love Of Loves • [9] I Fly • [10] A Spirit Of Willingness • [11] I Can Do No Better • [12] What Mighty Grace • [13] Give Me Christ | 349     |                                     | Danny Plett 1 Philip Janz 2 Brenda Janz | 2006 | Deutschsprachige Parallelausgabe erschienen unter Titel Komm zum Kreuz, CD-Nr. 556.350                                                                          |
| 556    | | 350     | Komm zum Kreuz                      | Danny Plett 1 Philip Janz 2 Anja Lehmann | 2006 | Englischsprachige Parallelausgabe erschienen unter Titel Like A River und CD-Nr. 556.349                                                                        |
| 556    | [1] Komm hin zum Kreuz • [2] Er ist Herr • [3] Weil ich dich liebe1 • [4] Gnade • [5] Ich will mein Lob verschwenden an dich2 • [6] Mit jedem Hammerschlag • [7] Am Stamm des Kreuzes • [8] Liebe meines Lebens • [9] Ich fliege in deinen Arm • [10] Schenk uns neu die Bereitschaft • [11] Nichts erfüllt mich so • [12] Wie mächtig Gnade ist • [13] Wenn ich nur Jesus hab | 350     |                                     | Danny Plett 1 Philip Janz 2 Anja Lehmann | 2006 | Englischsprachige Parallelausgabe erschienen unter Titel Like A River und CD-Nr. 556.349                                                                        |
| 556    | | 351     | Trésore Schätze geistlicher Lieder  | Lehmann Schwestern | 2007 | |
| 556    | [1] Alles will ich Jesus weihen • [2] Stern, auf den ich schaue • [3] Solang mein Jesus lebt • [4] Er fand mich • [5] Wenn Friede mit Gott • [6] Schönster Herr Jesu • [7] Bleibend ist deine Treu • [8] Wie tief kann ich fallen • [9] Gebt ihm die Ehre • [10] Welch ein Freund ist unser Jesus • [11] Schau ich zurück • [12] Das alt raue Kreuz • [13] Schweizerpsalm | 351     |                                     | Lehmann Schwestern | 2007 | |
| 556    | | 352     | Dich will ich sehen                 | Danny Plett | 2008 | |
| 556    | [1] Dich, Herr, will ich suchen • [2] I Cry Aloud • [3] Herr, entfache das Feuer • [4] I Find My Rest In God Alone • [5] In deinen Armen • [6] Steadfast And Sure • [7] One Miracle • [8] Was ich erstrebe • [9] Rise My Soul • [10] O guter Hirte • [11] Your Holiness • [12] Im Licht deiner Heiligkeit • [13] Love With No End | 352     |                                     | Danny Plett | 2008 | |
| 556    | | 353     | Seelenstark                         | Eglès 1 Danny Plett | 2008 | |
| 556    | [1] Nur ein Wort • [2] Schür das Feuer • [3] So liebst du • [4] Nicht umsonst • [5] Alles, was du willst • [6] Seelenstark • [7] Stark und mächtig1 • [8] Von Gott geborgen • [9] In deiner Macht • [10] Für mich • [11] Ich schließ mich an • [12] Nichts kann uns trennen • [13] Alle Völker sollen dir danken | 353     |                                     | Eglès 1 Danny Plett | 2008 | |
| 556    | | 354     | 1000 Days                           | Danny Plett | 2009 | |
| 556    | [1] Adonai • [2] This Side Of Heaven • [3] Hope Must Survive • [4] Show The Wonder • [5] Breaking Silence • [6] One Black Cloud • [7] Undercover Spy • [8] Gonna Give Up • [9] Father Of The Fatherless • [10] Living Dangerously • [11] Crash And Burn • [12] Nearer • [13] 1000 Days (Thousand Days) • [14] Adonai [Deutsche Version] • [15] Lass mich staunen • [16] Vater der Verlorenen • [17] Näher | 354     |                                     | Danny Plett | 2009 | |
| 556    | | 355     | Shine                               | Anne MacCallum | 2009 | |
| 556    | [1] Christ Is Risen • [2] Wild Abandon • [3] Not My Will • [4] Lay It On The Altar • [5] Shine • [6] Live Through Me • [7] Pray • [8] All Your Anxiety • [9] Like Christ • [10] Love Never Fails • [11] Strengthen The Hands • [12] You Are God | 355     |                                     | Anne MacCallum | 2009 | |
| 556    | | 356     | Refugium                            | Eglès | 2011 | Eglès hier: Marc Eglès; Silvi Eglès; Daniel Eglès |
| 556    | [1] Allein in dir • [2] Unveränderlich • [3] Ich schau auf dich • [4] Auszeit • [5] Niemals allein • [6] Sing mir dein Himmelslied • [7] Ich seh die Sonne • [8] Light Behind The Clouds • [9] In diesem Moment • [10] Dich sehn • [11] Wachse über mich hinaus • [12] Von Gott geborgen | 356     |                                     | Eglès | 2011 | Eglès hier: Marc Eglès; Silvi Eglès; Daniel Eglès |

#### Konzeptprojekte
| Nummer | Nummer | Nummer  | Titel | Interpreten | Jahr | Anmerkungen |
| Format | Format | Artikel | Titel | Interpreten | Jahr | Anmerkungen |
| CD     | MC     | Artikel | Titel | Interpreten | Jahr | Anmerkungen |
| ------ | ------ | ------- | --- | --- | ---- | ----------- |
| 556    | 555    | 450     | Family-Album | Brian Delamont (Konzept) 1 Brian Delamont; 2 Anja Lehmann; 3 Wolfgang Lüdecke; 4 Lorissa Hofrichter; 5 Daniel Janz; 6 Paul & Diana Hofrichter; 7 Dierk Bode; 8 Danny Plett | 1996 |             |
| 556    | 555    | 450     | [1] Wenn du bauen willst1 • [2] Sarahs Lied2 • [3] Hast du je eine Frau geliebt3 • [4] Ein Wort4 • [5] Irgendwo auf der Welt5 • [6] Wenn die Sonne scheint6 • [7] Jedes Kind ist ein Geschenk des Herrn1 • [8] Ich wünsche euch ...7 • [9] Komm doch endlich heim2 • [10] Geschenk des Himmels8 | Brian Delamont (Konzept) 1 Brian Delamont; 2 Anja Lehmann; 3 Wolfgang Lüdecke; 4 Lorissa Hofrichter; 5 Daniel Janz; 6 Paul & Diana Hofrichter; 7 Dierk Bode; 8 Danny Plett | 1996 |             |

#### Instrumentalalben
| Nummer | Nummer | Nummer  | Titel | Interpreten | Jahr | Anmerkungen                                                                                         |
| Format | Format | Artikel | Titel | Interpreten | Jahr | Anmerkungen                                                                                         |
| CD     | MC | Artikel | Titel | Interpreten | Jahr | Anmerkungen                                                                                         |
| ------ | --- | ------- | --- | --- | ---- | --------------------------------------------------------------------------------------------------- |
| 556    | 555 | 525     | Panflöten-Impressionen Instrumental | Paul Hofrichter (Panflöte) | 1994 | Neue Katalognummer für CD-Nr. 650.253 des vorangegangenen Musiklabels nach Label-Namenswechsel 1995 |
| 556    | 555 | 526     | Panflöten-Impressionen 2 Instrumental | Paul Hofrichter (Panflöte) | 1996 | |
| 556    | 555 | 526     | [1] Meine Freude bist du • [2] El Shaddai • [3] Wer ist würdig • [4] Er ist alles für mich • [5] Ich trau auf dich, o Herr • [6] Bald kommt der Tag • [7] Kommt, singt unserem Herrn • [8] Mag sein, du kannst es nicht verstehn • [9] Ich will dir danken, Herr • [10] Friedefürst / Schönster Herr Jesu • [11] Die Freude geht mit uns • [12] Geh unter der Gnade | Paul Hofrichter (Panflöte) | 1996 | |
| 556    | 555 | 527     | Panflöten-Impressionen 3 Instrumental | Paul Hofrichter (Panflöte) | 1998 | |
| 556    | 555 | 527     | [1] Halleluja, wir freuen uns / Voller Freude jubeln wir • [2] Heilig, heilig, heilig ist der Herr Zebaoth / Unser Vater in dem Himmel / Heilig, heilig, heilig, Gott du bist heilig • [3] Großer Gott, du heiliger Gott / Lobe den Herren, den mächtigen König der Ehren • [4] Wenn Friede mit Gott • [5] Denn du bist groß / All die Fülle ist in dir, o Herr • [6] Herr, du bist mein Gott • [7] Du bist der Erste • [8] Herr, entfache das Feuer • [9] Preist Gott in der Höhe • [10] Wer auf Gott vertraut (Denn er hat seinen Engeln befohlen) • [11] Immanuel | Paul Hofrichter (Panflöte) | 1998 | |
| 556    | 555 | 528     | Saxophon-Impressionen | Wolf Codera (Saxophon) | 1998 | |
| 556    | 555 | 528     | [1] Herz aus Stein • [2] Getragen vom Wind • [3] What In The World • [4] Even If You Send The Rain • [5] Feelin’ Up To Feelin’ Down • [7] Precious Heart • [8] I Believe • [9] You And I • [10] Heaven • [11] Rock In The River • [12] Turn The Light On • [13] City On A Hill | Wolf Codera (Saxophon) | 1998 | |
| 556    | 555 | 529     | Special Moments Instrumentalmusik zum Entspannen, Träumen, Nachdenken Soprano Cornet und Euphonium mit Brass Band und Orchester | Andreas Meyer (Sopran-Kornett) Erich Schmidli (Euphonium)                                                                                           | 1999 | |
| 556    | 555 | 530     | Guitar Impressions | Frieder Jost (Gitarre und E-Gitarre) | 2000 | |
| 556    | 555 | 530     | [1] Someday • [2] Heaven Knows • [3] Love Survived • [4] Let me Be • [5] God • [6] Feelin’ Up To Feelin’ Down • [7] Everytime You Cry • [8] 10,000 Dreams (Ten Thousand Dreams) (10000 Dreams) • [9] Am Ende der Welt • [10] The New Halleluja Chorus • [11] Not In My Wildest Dreams • [12] Just As I Am | Frieder Jost (Gitarre und E-Gitarre) | 2000 | |
| 556    | | 531     | Special Times Instrumentalmusik zum Entspannen, Stärken, Nachdenken Soprano Cornet und Euphonium mit Brass Band und Orchester | Andreas Meyer (Sopran-Kornett) Erich Schmidli (Euphonium) Posaunenchor Flaach                                                                       | 2003 | Teilerlöse des Verkaufs zugunsten World Vision in der Mongolei                                      |
| 556    | [1] Rock Music I • [2] From Sarah With Love • [3] The Millenium Prayer • [4] The Power Of Love • [5] A Hard Days Night • [6] Don’t Cry For Me Argentina • [7] My Tribute • [8] That’s The Way It Is • [9] Yesterday • [10] Ein starker Heiland • [11] For The First Time • [12] Stille • [13] Everything I Do • [14] Carrickfergus • [15] Wir wollen dich verherrlichen • [16] My Heart Will Go On • [17] Segen                                                                                  | 531     | | Andreas Meyer (Sopran-Kornett) Erich Schmidli (Euphonium) Posaunenchor Flaach                                                                       | 2003 | Teilerlöse des Verkaufs zugunsten World Vision in der Mongolei                                      |
| 556    | | 532     | Songs der Hoffnung in Wüstenzeiten Chillout-Instrumental In Times Of ... • Volume 1 | Stefan Weyel (Keyboards (?)) | 2005 | Tonträger mit ROM-Datenteil                                                                         |
| 556    | [1] All Things Are Possible • [2] Ich brauch dich mehr • [3] Wie ein Hirsch • [4] Mein Jesus, mein Retter (Shout To The Lord) • [5] Du bist der Herr, dein mein Haupt erhebt (Rückenwind) • [6] Gott hört dein Gebet • [7] Ihr, die ihr Durst habt • [8] Stille vor dir, mein Vater • [9] Oh Herr, gieße Ströme des lebendigen Wassers aus (O Herr, gieße Ströme des lebendigen Wassers aus) • [10] Jesus, wir sehen auf dich • [11] Gott zeigt mir den Weg                                      | 532     | | Stefan Weyel (Keyboards (?)) | 2005 | Tonträger mit ROM-Datenteil                                                                         |
| 556    | | 533     | I Will Worship Instrumental | Kay Wächter (Konzept, Musikalische Leitung und Keyboard) Klaus Bittner (Gitarre) Ralf Gustke (Schlagzeug) Lajos Bartha (Saxofon) Espen Hauge (Bass) | 2007 | |
| 556    | [1] Great In Power • [2] Close To You • [3] Coming Home • [4] Blessed Be The Name • [5] Land Of Hope • [6] Just For You • [7] You Are Holy • [8] I Love You Lord / You Are Worthy • [9] Who Is Like You • [10] More Precious Than Silver • [11] Free • [12] I Worship You / There Is None Like You | 533     | | Kay Wächter (Konzept, Musikalische Leitung und Keyboard) Klaus Bittner (Gitarre) Ralf Gustke (Schlagzeug) Lajos Bartha (Saxofon) Espen Hauge (Bass) | 2007 | |
| 556    | | 534     | Sanctus | Philharmonic Wind Orchestra unter der Leitung von Marc Reift                                                                                        | 2008 | |
| 556    | [1] Redemption • [2] Elegy • [3] Passion Choral • [4] Großer Gott, wir loben dich • [5] A Truthful Friend • [6] Funeral March • [7] Dix • [8] Nun danket alle Gott • [9] Lobe den Herren (Lobe den Herren, den mächtigen König der Ehren (?)) • [10] In Terra Pax • [11] Resurrection • [12] Hymn To Life • [13] Ellacombe • [14] Pray For A Better World • [15] Wir pflügen (Wir pflügen und wir streuen (?)) • [16] Louanges • [17] Ein feste Burg ist unser Gott • [18] Nearer My God To Thee | 534     | | Philharmonic Wind Orchestra unter der Leitung von Marc Reift                                                                                        | 2008 | |
| 556    | | 535     | Love You So Much | Lajos Bartha Group • Lajos Bartha – Saxophon • Samuel Jersak – Piano • Steffen Hollenweger – Kontrabass • Daniel Jakobi – Schlagzeug                | 2011 | |
| 556    | [1] Above All • [2] Love You So Much • [3] Everlasting God • [4] No Sweeter Name • [5] Lord Reign In Me • [6] With All I Am • [7] Trading My Sorrows • [8] How Great • [9] Beautiful Saviour • [10] Greatest Love | 535     | | Lajos Bartha Group • Lajos Bartha – Saxophon • Samuel Jersak – Piano • Steffen Hollenweger – Kontrabass • Daniel Jakobi – Schlagzeug                | 2011 | |
| 556    | | 536     | Melodien der Panflöte | Kevin Schäfer (Panflöte) | 2010 | |
| 556    | [1] Amazing Grace • [2] Der einsame Hirte • [3] Conquest Of Paradise • [4] Pan Träume (Pan-Träume) • [5] Von guten Mächten (Von guten Mächten wunderbar geborgen) • [6] Sailing • [7] Song Of Ocarina • [8] Dolannes Melodie • [9] House Of Rising Sun • [10] Lady In Black • [11] El concor pasa • [12] Hevenu Shalom (Hevenu Scholem Alejchem) • [13] Wohin sonst • [14] Frei wie der Vogel • [15] Irischer Reisesegen                                                                         | 536     | | Kevin Schäfer (Panflöte) | 2010 | |

#### Janz-Team-Klassiker
| Nummer | Nummer | Nummer  | Titel | Interpreten                                                                            | Jahr      | Anmerkungen |
| Format | Format | Artikel | Titel | Interpreten                                                                            | Jahr      | Anmerkungen |
| CD     | MC | Artikel | Titel | Interpreten                                                                            | Jahr      | Anmerkungen |
| ------ | --- | ------- | --- | -------------------------------------------------------------------------------------- | --------- | --- |
| 556    | 555 | 628     | Wie groß bist du Janz-Team-Klassiker | Various                                                                                | 1994      | Adaptierte Katalognummer für CD-Nr. 660.283 nach Namenswechsel des vorangegangenen Musiklabels                                              |
| 556    | 555 | 629     | Folgen will ich Jesus Janz-Team-Klassiker | Hildor Janz                                                                            | 1996      | Kompilationsalbum aus Zweitverwertungstiteln vorangegangener Veröffentlichungen                                                             |
| 556    | 555 | 629     | [1] Groß ist der Herr • [2] Ich gehe mit Jesus • [3] Bist du einsam und betrübt • [4] Folgen will ich Jesus dir • [5] In der Mitte • [6] Allein • [7] Vergiss nicht zu danken • [8] Ja, das ist wunderbar • [9] In Gloria • [10] Stern, auf den ich schaue • [11] Sage alles nur ihm • [12] Wunder der Gnade Jesu • [13] Golgatha • [14] Das Vaterunser | Hildor Janz                                                                            | 1996      | Kompilationsalbum aus Zweitverwertungstiteln vorangegangener Veröffentlichungen                                                             |
| 556    | 555 | 630     | Durch herrliche Auen Janz-Team-Klassiker | Hildor Janz                                                                            | 1997      | Kompilationsalbum aus Zweitverwertungstiteln vorangegangener Veröffentlichungen                                                             |
| 556    | 555 | 630     | [1] Wenn Jesus kommt • [2] Ich will den Herrn loben allezeit • [3] Durch herrliche Auen • [4] Ein neues Leben • [5] Herr, hab Dank • [6] Gott kam in diese Welt • [7] Sing mit mir ein Halleluja • [8] I’ve Got Peace Like A River • [9] Sag wohin • [10] Eines Tages hörte ich, dass Jesus lebt • [11] Es eilt die Zeit • [12] Ich komme, Herr • [13] Sieh, hier bin ich mein König • [14] Bittende Herzen | Hildor Janz                                                                            | 1997      | Kompilationsalbum aus Zweitverwertungstiteln vorangegangener Veröffentlichungen                                                             |
| 556    | 555 | 631     | Das Janz-Quartett Janz-Team-Klassiker | Janz-Quartett                                                                          | 1999      | Kompilationsalbum aus Zweitverwertungstiteln vorangegangener Veröffentlichungen                                                             |
| 556    | 555 | 631     | [1] Wunderbar ist Jesus • [2] Im Sturm der Zeit • [3] Amen • [4] Jesus kommt wieder • [5] Auf, du Schar der Kreuzesstreiter • [6] O sorget nicht • [7] Freude im Herzen • [8] Lord, I Want To Be A Christian • [9] An Jesu Hand • [10] Ehre sei dem Herrn • [11] Das Rettungsseil • [12] Wär gleich blutrot die Sünde • [13] Hörst du das Fragen • [14] Steal Away • [15] Ja, nur in der Stille • [16] Wir sind auf dem Heimweg | Janz-Quartett                                                                          | 1999      | Kompilationsalbum aus Zweitverwertungstiteln vorangegangener Veröffentlichungen                                                             |
| 556    | 555 | 632     | Quelle des Lebens Janz-Team-Klassiker | Various                                                                                | 1999      | Kompilationsalbum aus Zweitverwertungstiteln vorangegangener Veröffentlichungen                                                             |
| 556    | 555 | 632     | [1] Die Himmel erzählen die Ehre Gottes • [2] Wenn morgens in den Tag ich geh • [3] Bleibend ist deine Treu • [4] Welch ein Freund ist unser Jesu • [5] Du bist des Lebens wahre Quelle • [6] Wie ein Strom von oben • [7] Herr, weil mich festhält • [8] Seliges Wissen, Jesus ist mein • [9] Fürchte dich nicht, denn du bist mein • [10] Die Güte Gottes preisen • [11] Es klingt ein Lied so frisch und frei • [12] Auf Adlers Flügeln getragen • [13] Jesus, Gottes Sohn • [14] Lass Jesus ins Herz dir einziehen • [15] Dort auf Golgatha stand • [16] Gottes Volk darf nie ermüden • [17] Komm zu dem Heiland | Various                                                                                | 1999      | Kompilationsalbum aus Zweitverwertungstiteln vorangegangener Veröffentlichungen                                                             |
| 556    | 555 | 633     | Melodien der Freude Instrumental Janz-Team-Klassiker | Harding Braaten (Piano und Orgel) Orchester Hardy Schneiders Orchester Nils Kjellström | 1999 (?)  | Kompilationsalbum aus Zweitverwertungstiteln vorangegangener Veröffentlichungen der Tonträgerreihe Melodien der Freude                      |
| 556    | 555 | 633     | [1] Gott ist gegenwärtig • [2] Herr, du bist da • [3] Das alt raue Kreuz • [4] Der Herr ist mein Hirte • [5] Die Sach ist dein • [6] Ja, das ist wunderbar • [7] Keiner wird zuschanden • [8] Welch ein Freund ist unser Jesus • [9] Jerusalem • [10] O großer Gott • [11] Schönster Herr Jesu • [12] O Gott, dir sei Ehre • [13] Ich bete an die Macht der Liebe • [14] Wach auf, du Geist der ersten Zeugen • [15] Largo • [16] Sag wohin • [17] Amazing Grace • [18] Sag nicht nein • [19] Stern, auf den ich schaue • [20] Befiehl du deine Wege | Harding Braaten (Piano und Orgel) Orchester Hardy Schneiders Orchester Nils Kjellström | 1999 (?)  | Kompilationsalbum aus Zweitverwertungstiteln vorangegangener Veröffentlichungen der Tonträgerreihe Melodien der Freude                      |
|        | |         | |                                                                                        |           | |
| 556    | 555 | 636     | Flügel der Morgenröte Jugendchor-Klassiker | Various                                                                                | 1996      | Kompilationsalbum aus Zweitverwertungstiteln vorangegangener Veröffentlichungen                                                             |
| 556    | 555 | 636     | [1] Denn ich bin gewiss • [2] Den Frieden geb ich euch • [3] Oh What A Day ( O What A Day) • [4] Viele Wege gibt es auf dieser Welt (Viele Wege gibt es) (Weise mir, Herr, deinen Weg) • [5] Psalmen-Medley: Ich danke meinem Gott (Ich danke meinem Gott von ganzem Herzen) / Vom Aufgang der Sonne / Ich will singen von der Gnade meines Herrn • [6] Spirituals Medley: Give Me That Old Time Religion / I Shall Not Be Moved / Down By The Riverside • [7] Nähme ich Flügel der Morgenröte • [8] Denn so sehr • [9] Herr der Schöpfung • [10] Jesus, du bist die Quelle • [11] I Will Give Him Glory • [12] Wer hilft zu allen Zeiten • [13] Gott ist wie Frühling • [14] Woher weiß ich, was du willst • [15] Lass los • [16] Come On, Rejoice | Various                                                                                | 1996      | Kompilationsalbum aus Zweitverwertungstiteln vorangegangener Veröffentlichungen                                                             |
|        | |         | |                                                                                        |           | |
| 556    | | 640     | Hört her Kinder singen Janz-Team-Klassiker | Jack Stenekes                                                                          | 1977 2004 | Digitale Erstveröffentlichung 2004 des Originalalbums, LP-Nr. 7015, von 1977 anlässlich des 50. Jubiläums des Janz Teams                    |
| 556    | | 641     | Paul & Diana Janz-Team-Klassiker | Paul & Diana                                                                           | 1981 2004 | Digitale Erstveröffentlichung 2004 des Originalalbums, LP-Nr. 2014, von 1981 anlässlich des 50. Jubiläums des Janz Teams                    |
| 556    | | 642     | Salvation Song Janz-Team-Klassiker | Danny, Paul, Wayne                                                                     | 197? 2004 | Digitale Erstveröffentlichung 2004 des Originalalbums von 197?, LP-Nr. 2012, anlässlich des 50. Jubiläums des Janz Teams                    |
| 556    | | 643     | Ich bin bei euch Janz-Team-Klassiker | Janz Team Ambassadors                                                                  | 1976 2004 | Digitale Erstveröffentlichung 2004 des Originalalbums, LP-Nr. 4011, von 1976 anlässlich des 50. Jubiläums des Janz Teams                    |
| 556    | | 644     | Melodien der Freude Janz-Team-Klassiker | Harding Braaten (Piano und Orgel) Orchester Hardy Schneiders                           | 1970      | Digitale Erstveröffentlichung 2004 des Originalalbums von 1970, LP-Nr. 450 M, anlässlich des 50. Jubiläums des Janz Teams                   |
| 556    | | 645     | Wasser des Lebens Janz-Team-Klassiker | One Accord mit: Danny Plett                                                            | 1984      | Digitale Erstveröffentlichung 2004 des Originalalbums, LP-Nr. 8027, von 1984 anlässlich des 50. Jubiläums des Janz Teams                    |
| 556    | | 646     | Zeit und Ewigkeit Janz-Team-Klassiker | Jack Stenekes                                                                          | 1978      | Digitale Erstveröffentlichung 2004 des Originalalbums von 1978, LP-Nr. 3023, anlässlich des 50. Jubiläums des Janz Teams                    |
| 556    | | 647     | Panflöten-Impressionen Janz-Team-Klassiker | Paul Hofrichter (Panflöte)                                                             | 2004      | Kompilationsalbum aus Zweitverwertungstiteln vorangegangener Veröffentlichungen, veröffentlicht anlässlich des 50. Jubiläums des Janz Teams |
| 556    | [1] Du bist der Erste [aus CD-Nr. 556.526] • [2] Großer Gott, du heiliger Gott / Lobe den Herren, den mächtigen König der Ehren [aus CD-Nr. 556.527] • [3] Wie ein Hirsch schreit nach frischem Wasser [aus CD-Nr. 650.253] • [4] Herr, du mein Gott [aus CD-Nr. 556.526] • [5] Wer auf Gott vertraut [aus CD-Nr. 556.527] • [6] Nähme ich Flügel der Morgenröte [aus CD-Nr. 650.253] • [7] Herr, du gabst mir Hoffnung [aus CD-Nr. 556.526] • [8] Bald kommt der Tag [aus CD-Nr. 556.526] • [9] Wo ist solch ein Gott [aus CD-Nr. 650.253] • [10] Wenn Friede mit Gott [aus CD-Nr. 556.527] • [11] Wer ist würdig [Janz Team Music, CD 556.526] • [12] Immanuel [Janz Team Music, CD 556.527] • [13] Jesus gab ein neues Lied [Janz Team Music, CD 650.253] • [14] Friedefürst / Schönster Herr Jesus [aus CD-Nr. 556.526] • [15] O die tiefe Liebe / O Haupt voll Blut [aus CD-Nr. 650.253] • [16] Die Freude geht mit uns [aus CD-Nr. 556.526] • [17] Herr, entfache das Feuer [aus CD-Nr. 556.527] • [18] Kommt, singt unserem Herrn [aus CD-Nr. 556.526] • [19] Geh unter der Gnade [aus CD-Nr. 556.526] | 647     | | Paul Hofrichter (Panflöte)                                                             | 2004      | Kompilationsalbum aus Zweitverwertungstiteln vorangegangener Veröffentlichungen, veröffentlicht anlässlich des 50. Jubiläums des Janz Teams |
| 556    | | 648     | Der Messias ist da Musikalisches Weihnachtsspiel für Kinder von Dan Barker Janz-Team-Klassiker | Janz-Team-Kinderchor unter der Leitung von Yola Enns                                   | 1981      | Digitale Erstveröffentlichung 2004 des Originalalbums von 1981, LP-Nr. 7016, anlässlich des 50. Jubiläums des Janz Teams                    |
| 556    | | 649     | Noch nicht am Ziel Janz-Team-Klassiker | Janz Team Singers                                                                      | 197?      | Digitale Erstveröffentlichung 2004 des Originalalbums von 197?, LP-Nr. 3017, anlässlich des 50. Jubiläums des Janz Teams                    |
| 556    | | 650     | Freue dich Welt Weihnachtslieder Janz-Team-Klassiker | Various                                                                                | 2004      | Kompilationsalbum aus Zweitverwertungstiteln vorangegangener Veröffentlichungen anlässlich des 50. Jubiläums des Janz Teams                 |
| 556    | [1] Freue dich Welt / Heil dem Friedefürst des Himmels • [2] Heilige Nacht • [3] O du mein Trost und süßes Hoffen • [4] Friede, Freude • [5] Fröhliche Weihnacht • [6] Fröhliche Weihnachten • [7] O du fröhliche • [8] Herbei, o ihr Gläubgen • [9] Weise ist, der Gott sucht • [10] In stiller Mitternacht • [11] Kleines Lamm, sagt der Nachtwind (Siehst du nicht den Stern dort) • [12] Horch, die Engel singen • [13] Das ist der Tag • [14] Stille Nacht, heilige Nacht • [15] O komm, o komm Emanuel • [16] Gott kam in diese Welt • [17] Stille Nacht | 650     | | Various                                                                                | 2004      | Kompilationsalbum aus Zweitverwertungstiteln vorangegangener Veröffentlichungen anlässlich des 50. Jubiläums des Janz Teams                 |
| 556    | | 651     | Lieder des Lebens Janz-Team-Klassiker | Janz-Team-Feldzugschor                                                                 | 2004      | Kompilationsalbum aus Zweitverwertungstiteln vorangegangener Veröffentlichungen anlässlich des 50. Jubiläums des Janz Teams                 |
| 556    | [1] Ich will singen dem Herrn [aus Lieder des Lebens – Single-Nr. 924] • [2] Wunder der Gnade Jesu [aus Lieder des Lebens – Single-Nr. 929] • [3] O hätt ich tausend Zungen nur [aus Lieder des Lebens – Single-Nr. 937] • [4] Die Himmel erzählen die Ehre Gottes [Single-Version aus Lieder des Lebens – Single-Nr. 920] • [5] Näher, noch näher [aus Lieder des Lebens – Single-Nr. 906] • [6] Lehre mich glauben, Herr [aus Lieder des Lebens – Single-Nr. 912] • [7] Das alt raue Kreuz [aus Lieder des Lebens – Single-Nr. 912] • [8] So wie ich bin [Single-Version aus Lieder des Lebens – Single-Nr. 158 (?)] • [9] Einer, der Gnade fand [aus Lieder des Lebens – Single-Nr. 918] • [10] Lass Jesus ins Herz dir einziehn [aus Lieder des Lebens – Single-Nr. 911] • [11] Dir fehlt wohl noch der Friede [aus Lieder des Lebens – Single-Nr. 918] • [12] Muss ich gehn mit leeren Händen [aus Lieder des Lebens – Single-Nr. 909] • [13] Bringt sie herein [aus Lieder des Lebens – Single-Nr. 916]                                                                                                 | 651     | | Janz-Team-Feldzugschor                                                                 | 2004      | Kompilationsalbum aus Zweitverwertungstiteln vorangegangener Veröffentlichungen anlässlich des 50. Jubiläums des Janz Teams                 |

#### Kinderkonzepte
| Nummer | Nummer | Nummer  | Titel | Interpreten                                                               | Jahr | Anmerkungen |
| Format | Format | Artikel | Titel | Interpreten                                                               | Jahr | Anmerkungen |
| CD     | MC | Artikel | Titel | Interpreten                                                               | Jahr | Anmerkungen |
| ------ | --- | ------- | --- | ------------------------------------------------------------------------- | ---- | --- |
| 556    | | 720     | Gemeinsam sind wir stark! | Janz-Team-Studiokinderchor unter der Leitung von DeEtta Janz              | 199? | Adaptierte Katalognummer für CD-Nr. 670.203 des vorangegangenen Musiklabels nach dessen Namenswechsel                               |
| 556    | 555 | 721     | Von ganzem Herzen Bibelverse singend lernen • Volume 1 | Danny Plett mit Janz-Team-Studiokinderchor                                | 1996 | |
| 556    | 555 | 721     | [1] Siehe, Kinder sind eine Gabe (Psalm 127,3) • [2] Denn wo zwei oder drei (Matthäus 18,20) • [3] Lass dich nicht (Römer 12,21) • [4] Wie sich ein Vater (Psalm 103,13) • [5] Ich bin der Weg (Johannes 14,6) • [6] Du sollst den Herrn (Matthäus 22,37-38) • [7] Lasset die Kinder (Matthäus 19,14) • [8] Aber allen, die ihn aufnahmen (Johannes 1,12) • [9] Alles nun, was ihr wollt (Matthäus 7,12a) • [10] Dein Wort (Psalm 119,105 11) • [11] Ihr seid das Licht der Welt (Matthäus 5,14a 16a) • [12] Schon einen Jungen (Sprüche 20,11) / Ihr Kinder seid gehorsam (Epheser 6,1) • [13] Wenn ich mich fürchte (Psalm 56,4-5a) • [14] Ich vermag (Philipper 4,13) • [15] Glaube an den Herrn Jesus (Apostelgeschichte 16,31) • [16] Verlass dich auf den Herrn (Sprüche 3,5-6) • [17] Wenn wir aber unsre Sünden bekennen (1. Johannes 1,9) • [18] Das ist mein Gebot (Johannes 15,12) • [19] Fürchte dich nicht (Jesaja 43,1) • [20] Hosianna (Matthäus 21,9b 11a) | Danny Plett mit Janz-Team-Studiokinderchor                                | 1996 | |
| 556    | 555 | 722     | Peter tankt Super Songs für Kids von 7 – 13 Jahren | Heinrich Reisich (Konzept) Janz-Team-Studiokinderchor mit seinen Solisten | 1997 | Widersprüchliche Angaben bezüglich Veröffentlichungsjahr: Angabe auf Tonträger 1997, Angabe für Digitaldownload (Nr. DL556722) 1996 |
| 556    | 555 | 722     | [1] Unser Licht • [2] Peter tankt Super • [3] Gott redet mit mir • [4] Vergeben • [5] Ein Herr • [6] Das wünsche ich mir • [7] Ich singe laut • [8] Du liebst mich • [9] Wäre ich ein Schmetterling • [10] Er zieht weg • [11] Ferien • [12] Willst du mein zweiter Papa sein | Heinrich Reisich (Konzept) Janz-Team-Studiokinderchor mit seinen Solisten | 1997 | Widersprüchliche Angaben bezüglich Veröffentlichungsjahr: Angabe auf Tonträger 1997, Angabe für Digitaldownload (Nr. DL556722) 1996 |
| 556    | 555 | 723     | Gott ist Liebe Bibelverse singend lernen • Volume 2 | Danny Plett mit Janz-Team-Studiokinderchor                                | 1998 | |
| 556    | 555 | 723     | [1] Gott ist Liebe • [2] Seid stark • [3] Meine Hilfe • [4] Bittet • [5] Befiehl dem Herrn deine Wege • [6] Ich liege und schlafe • [7] Wind und Wellen • [8] Dankt dem Herrn • [9] Ich bin der Erste • [10] Unser Vater • [11] Deinen Willen • [12] Vergebt einer dem anderen • [13] Lobe den Herrn meine Seele • [14] Lasst uns lieben • [15] Alle eure Sorge • [16] Eine versöhnliche Antwort • [17] Da ist auch dein Herz • [18] Ich bin bei euch alle Tage • [19] Macht euch gegenseitig Mut • [20] Wer in der Liebe lebt | Danny Plett mit Janz-Team-Studiokinderchor                                | 1998 | |
| 556    | 555 | 724     | Jesus ist mein Freund Die besten Kinder-Hits von Janz Team Music | Various                                                                   | 1999 | |
| 556    | 555 | 724     | [1] Wie froh bin ich • [2] Frühe am Morgen • [3] Blümlein gelb • [4] Du hast mich wunderbar gemacht • [5] Herr, deine Güte • [6] Die Vögel • [7] Noah • [8] Lot • [9] He, Jona • [10] Samuel • [11] Zachäus • [12] Vier Freunde • [13] Gemeinsam sind wir stark • [14] Du bist mein Freund • [15] Muttertag • [16] Schalom | Various                                                                   | 1999 | |
| 556    | 555 | 725     | Himmel und Erde Bibelverse singend lernen • Volume 3 | Danny Plett mit Janz-Team-Studiokinderchor                                | 2000 | |
| 556    | 555 | 725     | [1] Gutes tun • [2] Unser Glaube • [3] Sehet, welch eine Liebe • [4] Lebendiges Wasser • [5] Meine Schafe • [6] Herr, du bist mein Gott • [7] Ist jemand in Christus • [8] Alles, was ihr tut • [9] Wasche mich • [10] Im finstern Tal • [11] Unsere Heimat • [12] Schauen • [13] Mit meinen Augen leiten • [14] Das geknickte Rohr • [15] Alle meine Quellen • [16] Zuflucht • [17] Selig • [18] Heile du mich, Herr • [19] Lass dir an meiner Gnade genügen • [20] Himmel und Erde | Danny Plett mit Janz-Team-Studiokinderchor                                | 2000 | |
| 556    | | 726     | Halleluja, Jesus* Lieder für den Ki-Go | Martin Wollin (Konzept)                                                   | 1999 | * Titeleigenschreibweise: „Halleluj@ Jesus“                                                                                         |
| 556    | [1] Danke Herr • [2] Jetzt gehts los • [3] Ich hab einen Freund • [4] Er hält die ganze Welt • [5] Herodes • [6] Alles Gute • [7] Halleluja Jesus • [8] Ich bin reich • [9] Du bist meine Stärke • [10] Geben ist seliger als nehmen • [11] Jesus, Sohn des Höchsten • [12] Dies ist mein Gebot • [13] Bei dir bin ich willkommen • [14] Wir Fischer • [15] Jesus, komm doch rein • [16] Bonus                                           | 726     | | Martin Wollin (Konzept)                                                   | 1999 | * Titeleigenschreibweise: „Halleluj@ Jesus“                                                                                         |
| 556    | | 727     | Der König kommt | Gospel Celebration Kids                                                   | 2004 | |
| 556    | [1] Gonna Lay Down • [2] Dazu bin ich berufen • [3] Swing Low • [4] Joy To The World / Freue dich Welt • [5] Der König kommt • [6] Day By Day • [7] Der Herr ist heilig • [8] Nein, nein, nie • [9] Nichts kann mich trennen von dir • [10] Heaven Is A Wonderful Place • [11] Hosanna • [12] Voller Freude • [13] Ich heb ab • [14] Jesus kommt wieder • [15] Er ist der Herr • [16] Du bist das A und das O • [17] Bald kommt der Herr | 727     | | Gospel Celebration Kids                                                   | 2004 | |

#### Liedermacher und Chorprojekte
| Nummer | Nummer | Nummer  | Titel | Interpreten                                                          | Jahr     | Anmerkungen                                                                     |
| Format | Format | Artikel | Titel | Interpreten                                                          | Jahr     | Anmerkungen                                                                     |
| CD     | MC | Artikel | Titel | Interpreten                                                          | Jahr     | Anmerkungen                                                                     |
| ------ | --- | ------- | --- | -------------------------------------------------------------------- | -------- | ------------------------------------------------------------------------------- |
| 556    | 555 | 834     | I Got Joy! | One Accord                                                           | 1995     |                                                                                 |
| 556    | 555 | 834     | [1] Frieden • [2] Don’t Hide Away • [3] Getragen vom Wind • [4] The New Hallelujah Chorus • [5] Zufällig passiert? • [6] City On A Hill • [7] I Got Joy! • [8] Liebe hat einen Namen • [9] Wer bin ich? • [10] Keiner ist so wie du • [11] Rhythm Of Love                                                                                 | One Accord                                                           | 1995     |                                                                                 |
| 556    | | 835     | Heaven | One Accord                                                           | 1997     |                                                                                 |
| 556    | [1] On My Knees • [2] Makes You Wanna Move! • [3] The Adventure (Nga Jo Jo) • [4] Everybody Likes To Party! • [5] Heaven • [6] Wunderbar ist Jesus • [7] Soli Deo Gloria • [8] Eigentlich schade • [9] Hilflos | 835     | | One Accord                                                           | 1997     |                                                                                 |
| 556    | | 836     | Flying | One Accord                                                           | 1999     |                                                                                 |
| 556    | [1] Dance Like David • [2] Flying • [3] Shake It Up! • [4] Let Me Be • [5] God • [6] Faithful Friend • [7] Pray For You • [8] Wir stehen fest • [9] Lass mich • [10] Summertime | 836     | | One Accord                                                           | 1999     |                                                                                 |
| 556    | | 837     | Bang! Bang! Bang! | One Accord                                                           | 2001     |                                                                                 |
| 556    | [1] Bang, Bang, Bang • [2] God Don’t Make No Junk • [3] I Like It • [4] You Are • [5] Jesus Loves Me • [6] Freakin’ Me Out • [7] Undercover Spy • [8] Wow • [9] Givin’ It Up • [10] Turn It Off • [11] Check It Out (Hidden Bonustrack) | 837     | | One Accord                                                           | 2001     |                                                                                 |
| 556    | | 838     | Best Of One Accord | One Accord                                                           | 2003     | Kompilationsalbum aus Zweitverwertungstiteln vorangegangener Veröffentlichungen |
| 556    | [1] Everybody Likes To Party • [2] Dance Like David • [3] Wunderbar ist Jesus • [4] You Are • [5] Flying • [6] On My Knees • [7] Jesus Loves Me • [8] Soli Deo Gloria • [9] Bang! Bang! Bang! • [10] Wir stehen fest • [11] I Like It • [12] Summertime • [13] The Adventure • [14] Shake It Up • [15] Undercover Spy • [16] Wow • [17] Pray For You                               | 838     | | One Accord                                                           | 2003     | Kompilationsalbum aus Zweitverwertungstiteln vorangegangener Veröffentlichungen |
| 556    | | 839     | He Fills My Heart | Gospel Celebration Choir 1 Noel Richards 2 Danny Plett               | 2009     |                                                                                 |
| 556    | [1] Shackles (Praise You) • [2] My Rock • [3] My Lord Is My Life • [4] He Fills My Heart • [5] You Search Me • [6] Wait For The Lord • [7] My Greatest Desire • [8] Let The Light Of Your Face (Shine On Me) • [9] My God Can Never Fail (He’s Real) • [10] You Turned My Wailing • [11] Not To Us • [12] May The Lord Bless You                                                   | 839     | | Gospel Celebration Choir 1 Noel Richards 2 Danny Plett               | 2009     |                                                                                 |
| 556    | | 840     | Ich atme auf Psalm 23 – Worship | Kay Wächter 1 Danny Plett 2 Heidi Wächter 3 Gospel Celebration Choir | 2010     |                                                                                 |
| 556    | [1] Ich danke dir • [2] Der Herr ist mein Hirte • [3] Du führst mich • [4] Ich geh zur Quelle • [5] In deiner Gegenwart (Instrumental) • [6] Jesus, du bist so gut • [7] Du zeigst mir den Weg • [8] Herr, du bist bei mir • [9] Jesus, du gibst mehr als genug • [10] Nur Güte • [11] Nah bei dir (Instrumental) • [12] Auf dem Weg zur Stille • [13] Ich atme auf (Instrumental) | 840     | | Kay Wächter 1 Danny Plett 2 Heidi Wächter 3 Gospel Celebration Choir | 2010     |                                                                                 |
| 556    | | 841     | Gott kann! Worship | Kay Wächter                                                          | 2011     |                                                                                 |
| 556    | [1] Gott, du bist groß • [2] Mein Fels • [3] Gott kann! • [4] Du bist meine Stärke • [5] Ich bin da • [6] Steh auf • [7] Hier bin ich • [8] Er ist der Herr aller Herren • [9] Der Herr ist heilig • [10] Ein Herr • [11] Jesus sitzt auf dem Thron • [12] Halleluja, denn der Herr regiert                                                                                        | 841     | | Kay Wächter                                                          | 2011     |                                                                                 |
|        | |         | |                                                                      |          |                                                                                 |
| 556    | 555 | 853     | Jeden Tag, jeden Schritt Wolfgang unterwegs | Wolfgang Lüdecke                                                     | 1993 (?) | Adaptierte Katalognummer der CD-Nr. 680.533 nach Labelumstrukturierung          |
| 556    | 555 | 854     | Licht und Schatten | Wolfgang & Andreas                                                   | 1995     |                                                                                 |
| 556    | 555 | 854     | [1] Ja, du hast auf dein Kind gewartet • [2] Der Weinstock (Unser Herr sagt uns in seinem Wort) • [3] Lass deine Liebe • [4] Das Leben ist ein Kartenhaus • [5] Licht und Schatten • [6] Gottes Anruf überrascht uns • [7] Mein Leben • [8] Du bist es, Herr der mein Leben erhält • [9] Nie sind wir verlassen • [10] Er trägt auch dich | Wolfgang & Andreas                                                   | 1995     |                                                                                 |
| 556    | 555 | 855     | Meine Freude bist du Eine Sammlung der beliebtesten Lieder | Wolfgang Lüdecke                                                     | 1997     |                                                                                 |
| 556    | | 856     | Der Nazarener | Gerd Henneböhle                                                      | 2001     |                                                                                 |
| 556    | [1] Groß und wunderbar • [2] Alles • [3] Der Nazarener • [4] Jesus lädt dich ein • [5] Kehr um • [6] Siehe, ich stehe vor der Tür • [7] Ich rufe deinen Namen an • [8] Der gute Hirte • [9] Was kann uns trennen? • [10] Ich bete dich an • [11] Unbegreiflich groß • [12] Halleluja                                                                                               | 856     | | Gerd Henneböhle                                                      | 2001     |                                                                                 |

#### Weihnachtsprojekte
| Nummer | Nummer | Nummer  | Titel | Interpreten | Jahr | Anmerkungen                                                                     |
| Format | Format | Artikel | Titel | Interpreten | Jahr | Anmerkungen                                                                     |
| CD     | MC | Artikel | Titel | Interpreten | Jahr | Anmerkungen                                                                     |
| ------ | --- | ------- | --- | --- | ---- | ------------------------------------------------------------------------------- |
| 556    | 555 | 911     | Glanz der Weihnacht | DeEtta Janz (Konzept und Musikalische Leitung) 1 Diana Hofrichter 2 Wolfgang Lüdecke Paul Hofrichter (Panflöte) Janz-Team-Studiochor unter der Leitung von DeEtta Janz | 1995 |                                                                                 |
| 556    | 555 | 911     | Engelslieder-Medley • O du mein Trost und süßes Hoffen (Instrumental) • Komm, du Friede • Jesus kam • Machet die Tore weit • Lass den Glanz der Weihnacht in dir bleiben • Weise ist, der Gott sucht • Du kleines Städtchen Bethlehem • Kein Raum • Stille Nacht, heilige Nacht • Es gibt noch Hoffnung • Freue dich Welt / Heil dem Friedefürst des Himmels | DeEtta Janz (Konzept und Musikalische Leitung) 1 Diana Hofrichter 2 Wolfgang Lüdecke Paul Hofrichter (Panflöte) Janz-Team-Studiochor unter der Leitung von DeEtta Janz | 1995 |                                                                                 |
| 556    | | 912     | Noël, Noël Weihnachtslieder | Danny Plett (Konzept) 1 Carmen Bode 2 Yasmina Hunzinger 3 Denise Roming 4 Anja Lehmann 5 Marshall Hall 6 Janz-Team-Studiochor                                          | 2001 |                                                                                 |
| 556    | [1] Engel bringen frohe Kunde • [2] Weihnachts-Potpourri • [3] The Virgin Mary Potpourri (The Virgin Mary Had A Baby Boy / A Long, Long Time Ago / O Messiah / Emmanuel) • [4] Bethlehem träumt • [5] Im trüben kalten Winter • [6] God Rest Ye Merry Gentleman • [7] Wanderung im kalten Winterwald (Instrumental) • [8] O, Christmas Tree (O Christmas Tree) • [9] Immanuel • [10] Tu Scendi dalia Stelle • [11] Singet Weihnachtslieder • [12] Die guten Tiere • [13] Stille Nacht, heilige Nacht | 912     | | Danny Plett (Konzept) 1 Carmen Bode 2 Yasmina Hunzinger 3 Denise Roming 4 Anja Lehmann 5 Marshall Hall 6 Janz-Team-Studiochor                                          | 2001 |                                                                                 |
| 556    | | 913     | Wunder über Wunder | Danny Plett | 2004 |                                                                                 |
| 556    | [1] Herbei, o ihr Gläubigen • [2] Engel bringen frohe Kunde • [3] Wunder über Wunder • [4] Tochter Zion (Tochter Zion, freue dich) • [5] O Messiah • [6] Eines Nachts wie heut • [7] Ich steh an deiner Krippen hier • [8] Le, Lei, Lu (Des Prinzen Wiegenlied) • [9] O du fröhliche / Freue dich Welt • [10] Twas In The Moon Of Wintertime (Huron Carol) • [11] Die Nacht ist vorgedrungen • [12] Stille Nacht (Stille Nacht, heilige Nacht) | 913     | | Danny Plett | 2004 |                                                                                 |
| 556    | | 914     | Im Glanz der Weihnacht Die schönsten Janz-Team-Weihnachtsmelodien | Various | 2007 | Kompilationsalbum aus Zweitverwertungstiteln vorangegangener Veröffentlichungen |
| 556    | [1] Tochter Zion [aus CD-Nr. 556.913] • [2] Kleines Lamm, sagt der Nachtwind (Siehst du nicht den Stern dort) [aus (?)] • [3] Engel bringen frohe Kunde [aus CD-Nr. 556.912] • [4] The Virgin Mary Potpourri [CD 556.912] • [5] Immanuel [aus CD-Nr. 556.912] • [6] O komm, o komm, Immanuel [aus CD-Nr. 650.223] • [7] O Messiah [aus CD-Nr. 556.913] • [8] Weise ist, der Gott sucht [aus CD-Nr. 556.911] • [9] O Christmas Tree [aus CD-Nr. 556.912] • [10] Wanderung im kalten Winterwald [aus CD-Nr. 556.912] • [11] Jesus kam [aus CD-Nr. 556.911] • Stille Nacht, heilige Nacht [aus CD-Nr. 556.912] • Kein Raum [aus CD-Nr. 556.911] • Wunder über Wunder [aus CD-Nr. 556.913] | 914     | | Various | 2007 | Kompilationsalbum aus Zweitverwertungstiteln vorangegangener Veröffentlichungen |
| 556    | | 915     | Joy To The World A Christmas Celebration | Gospel Celebration Choir 1 Junior Robinson 2 Kay Wächter 3 Déborah Rosenkranz 4 Heidi Wächter 4 Junior Robinson                                                        | 2010 |                                                                                 |
| 556    | [1] We Will Celebrate The King1 • [2] Jesus, du bist der Anfang • [3] For Unto Us • [4] A Child Is Born2; 3 • [5] Heute sehen wir ein großes Licht4 • [6] Jesus, heller Morgenstern • [7] Joy To The World • [8] Who Is Like You1 • [9] Immanuel, Gott ist wunderbar3 • [10] We Celebrate The Birthday Of The King1 • [11] The Lord Is King4; 1 • [12] Jesus, There Is No One Like You1 | 915     | | Gospel Celebration Choir 1 Junior Robinson 2 Kay Wächter 3 Déborah Rosenkranz 4 Heidi Wächter 4 Junior Robinson                                                        | 2010 |                                                                                 |
| 556    | | 916     | Crystal Clear | Anja Lehmann | 2011 |                                                                                 |
| 556    | [1] O Come, O Come, Emanuel • [2] Auf Heu und auf Stroh • [3] Herbei, oh ihr Gläubigen (Herbei, o ihr Gläubigen) / O Come, All Ye Faithful • [4] Again I Say Rejoice • [5] Heilige Nacht / O Holy Night • [6] Du kleines Städtchen Bethlehem • [7] Sleigh Ride • [8] Mit den Hirten will ich gehn (Mit den Hirten will ich gehen) • [9] Lesung „Crystal Clear“ • [10] Peacemaker • [11] Wunderschön • [12] Total Praise • [13] Gottes kleines Lamm (Schlaf, Jesus, schlaf) [aus LP-Nr. 7016] / Jesus, höchster Name / Er ist der Friedefürst | 916     | | Anja Lehmann | 2011 |                                                                                 |